# France Gall
Pour les articles homonymes, voir Gall.
Cet article possède un paronyme, voir Françoise Galle.
Isabelle Gall, dite France Gall, née le 9 octobre 1947 dans le 12e arrondissement de Paris et morte le 7 janvier 2018 à Neuilly-sur-Seine (Hauts-de-Seine), est une chanteuse française.
Elle commence, enfant, à chanter et faire de la musique avec ses frères avant d'enregistrer son premier disque. Elle est le symbole d’une jeunesse gentiment irrévérencieuse avec des tubes tels que Sacré Charlemagne, repris par les chorales et les écoles. Sa popularité dépasse les frontières à partir de 1965, date à laquelle elle remporte le premier prix en tant que candidate du Luxembourg au Concours Eurovision de la chanson avec le titre Poupée de cire, poupée de son, écrite et composée par Serge Gainsbourg. Cette chanson est traduite dans de nombreuses langues et France Gall devient célèbre en Europe, comme en Italie et surtout en Allemagne, où elle est très populaire au début des années 1970.
Par la suite, sa popularité s'estompe en France jusqu'à sa rencontre avec l'auteur-compositeur Michel Berger, qu’elle épouse en 1976. Elle retrouve un important succès populaire à ses côtés, avec une série de tubes de 1974 jusqu'au début des années 1990. Elle interprète ainsi des chansons qu'il compose pour elle, comme La Déclaration d'amour, Si, maman si, Il jouait du piano debout, Résiste, Débranche, Diego libre dans sa tête, Babacar, Ella, elle l'a, Viens, je t'emmène ou Évidemment.
Outre ces chansons, ce couple d’artistes lance l'opéra-rock Starmania et s'engage contre la famine et la sécheresse au Mali, notamment avec l'ONG Action Écoles. France Gall et Michel Berger viennent de coécrire un nouvel album lorsque ce dernier meurt brutalement, en 1992. Après le décès de leur fille Pauline en 1997, elle quitte la scène. En hommage à Michel Berger, elle crée et veille aux représentations de la comédie musicale Résiste en 2015. Elle meurt d'un cancer à l'âge de 70 ans en 2018.
La chanteuse comptabilise plus de 20 millions de disques vendus dans le monde.

## Biographie

### Enfance et famille
Isabelle Geneviève Marie Anne Gall naît le 9 octobre 1947 dans le 12e arrondissement de Paris.
Le père d'Isabelle Gall, Robert Gall (1918-1990), ancien élève du conservatoire, est un chanteur et auteur de plusieurs chansons pour Édith Piaf, dont des Amants merveilleux  (1960) ainsi que pour Charles Aznavour, dont La Mamma (1963). Sa mère, Cécile Berthier (1921-2021), est la fille de Paul Berthier (1884-1953), cofondateur de la Manécanterie des Petits Chanteurs à la croix de bois. Elle est la nièce de Jacques Berthier (1923-1994), compositeur et organiste, cousine du guitariste Denys Lable, de Vincent Berthier de Lioncourt (fils de Jacques), fondateur, en 1987, du Centre de musique baroque de Versailles (CMBV) et de François Brochet, sculpteur.
La petite Isabelle est surnommée « Babou » par sa famille, surnom qu’elle porte jusqu'à sa mort.
Son père, devant son caractère affirmé, lui octroie le titre de « petit caporal ». Elle commence le piano à cinq ans, puis la guitare vers onze ans. Ses violons d’Ingres sont la peinture et les jeux de société. Vers l’âge de treize ou quatorze ans, elle fait de la musique avec ses deux frères, les jumeaux Patrice et Philippe : ils ont fondé un petit orchestre et jouent l'été sur les plages et l'hiver à Paris.
Elle voit défiler chez ses parents de nombreux artistes comme Hugues Aufray, Marie Laforêt ou Claude Nougaro. Enfant, elle accompagne quelquefois son père dans les coulisses de l'Olympia. Il lui fait même manquer l'école pour l'emmener voir Piaf, Bécaud ou Aznavour en concert à Bruxelles. Redoublante au lycée Paul-Valéry, elle rate son baccalauréat et abandonne ses études.

### Carrière artistique

#### Débuts

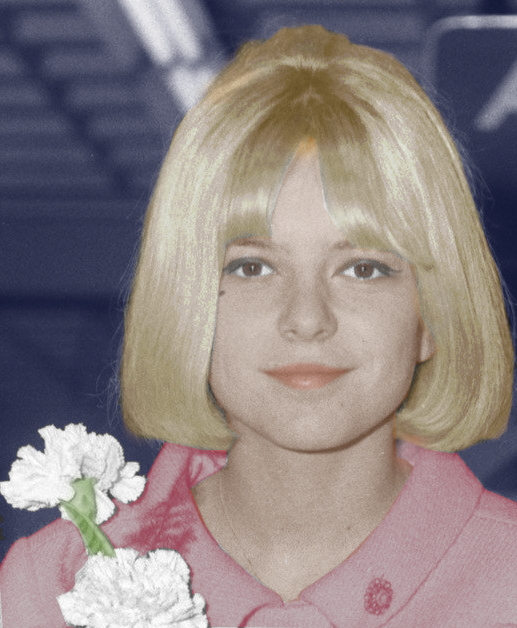
France Gall en 1965.

Isabelle Gall donne son premier concert privé à Auxerre dans l'atelier de Noël Brochet, un cousin éloigné, qui est sculpteur.
Pendant les vacances de Pâques 1963, son père l'incite à enregistrer quelques chansons et remet les bandes à un éditeur musical, Denis Bourgeois. Le 11 juillet suivant, Denis Bourgeois lui fait passer une audition au théâtre des Champs-Élysées, où elle interprète cinq chansons,. Du fait qu'elle est encore mineure (majorité à 21 ans à l'époque), c'est son père qui signe pour elle le contrat chez Philips où Denis Bourgeois est déjà directeur artistique de Serge Gainsbourg. Elle enregistre quatre titres avec l'arrangeur Alain Goraguer, jazzman et compositeur, qui a notamment travaillé avec Gainsbourg et Boris Vian.
Pour ne pas interférer avec Isabelle Aubret, alors grande vedette de la même maison de disques Philips, Isabelle Gall, à la demande du directeur artistique Denis Bourgeois, change de prénom. Elle devient « France Gall » à la scène. Ce prénom aurait été choisi par son père ou par Denis Bourgeois, tous deux grands amateurs de rugby, pour faire un jeu de mots avec le match France-Galles de rugby, médiatisé lors de l'enregistrement de ses chansons. Sur ce prénom France, la chanteuse commente simplement plus tard :

« J’ai toujours été contre « France », je trouvais que c’était trop dur. « Isabelle », ça me correspondait, ça me plaisait. Je ne sais pas ce qui s’est passé pour que je me mette à aimer mon nom. Et maintenant c’est « France Gall ». C’est exactement moi. »

Le jour de ses seize ans, le 9 octobre 1963, ses chansons sont diffusées pour la première fois à la radio française. C'est le titre phare, Ne sois pas si bête, qui obtient le succès. France Gall se place à la 44e place du hit-parade de Salut les copains du mois de novembre (derrière Tu n'y crois pas de Michel Berger et devant La Mamma de Charles Aznavour). Denis Bourgeois a alors une idée qui va s'avérer fructueuse. La carrière de son poulain Serge Gainsbourg piétine malgré plusieurs albums à son actif, ainsi que des compositions estimées pour des chanteurs rive gauche, comme Michèle Arnaud ou Juliette Gréco. Il propose à Gainsbourg d'écrire pour France Gall. Le compositeur signe N'écoute pas les idoles sur le deuxième 45 tours de la chanteuse, titre qui se place en tête du hit-parade du mois de mars 1964. À propos de Serge Gainsbourg, France Gall confie :

« C’est quelqu’un que j’avais du plaisir à voir parce que je l’admirais et j’aimais ce qu’il écrivait. Et j’aimais bien sa timidité, son élégance et son éducation. C’était très agréable comme relation. […] J’étais très impressionnée que cet homme travaille pour moi et s’intéresse à moi… »

Avec le succès, elle quitte le lycée Paul-Valéry où elle redouble sa classe de troisième. Paris Match du 21 mars 1964 lui consacre un article pour la première fois. Elle fait ses premiers pas sur scène le 14 avril 1964, en première partie de Sacha Distel, à l'Ancienne Belgique de Bruxelles. Elle hérite de l'impresario de ce dernier, Maurice Tézé, qui est également parolier. Sous la direction de cette équipe composée de vétérans du métier, France Gall a des difficultés à défendre le choix de son répertoire (la seule chanson qu’elle a coécrite, avec son père, est Pense à moi, sur une musique jazzy de Jacques Datin, un des quatre titres de son premier 45 tours).

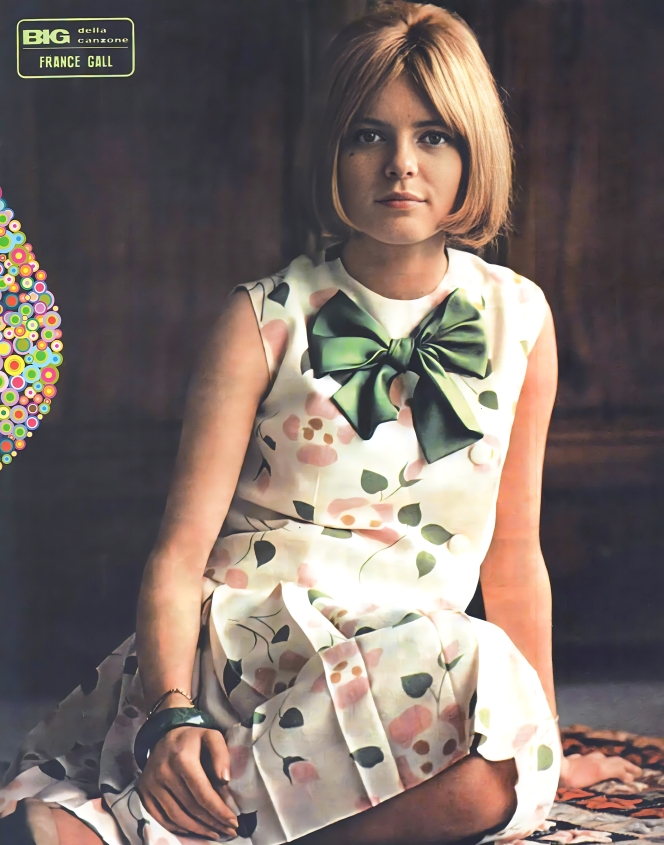
Elle pose en 1965 pour la revue italienne BIG.

Mais, cette équipe lui permet de créer un répertoire original, alors que la plupart de ses collègues yéyés recourent systématiquement à des adaptations de succès anglo-saxons. Formée à cette école, elle confie plus tard : 

« Une interprète, déjà qu'elle n'écrit pas les paroles et la musique, si en plus elle pique les chansons des autres, si elle ne crée pas la chanson, cela n'a pas un grand intérêt. »

Outre son père et son frère Patrice, elle doit ses succès des années 1960 à la plume de grands auteurs et compositeurs français, dont beaucoup d’œuvres s’inscrivent au patrimoine de la chanson populaire : Gérard Bourgeois, Jean-Pierre Bourtayre, Vline Buggy, Pierre Cour, Joe Dassin, Jacques Datin, Pierre Delanoë, Jean Dréjac, Alain Goraguer, Hubert Giraud, Georges Liferman, Guy Magenta, Eddy Marnay, André Popp, Jean-Michel Rivat, Jean-Max Rivière, Gilles Thibaut, Frank Thomas, Maurice Vidalin et Jean Wiéner. S’ils donnent à cette femme-enfant de la chanson francophone les textes souvent stéréotypés d’une adolescente vue par des adultes, c’est Serge Gainsbourg qui apporte la note insolite en la promouvant « Lolita française » puisqu'elle en a toutes les caractéristiques : jeune, belle, ingénue au visage d'ange. De plus, les orchestrations hautement élaborées du jazzman Alain Goraguer harmonisent et unifient le style de cette jeune chanteuse qui navigue entre jazz, chansons enfantines et équivoques. À la scène, elle est successivement accompagnée par les groupes « Patrick Samson et les Phéniciens » puis par « Les Français ».

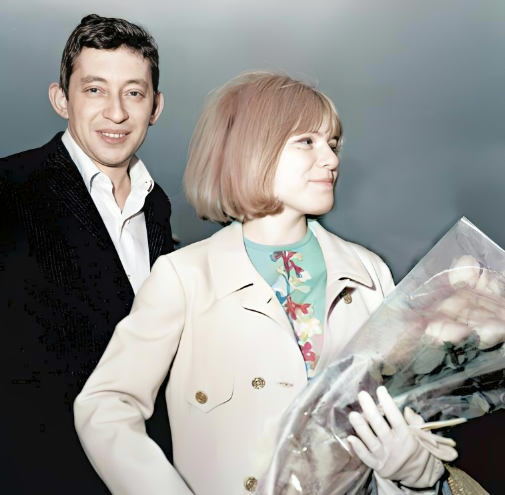
À partir de 1964, Serge Gainsbourg signe plusieurs de ses grands succès.

Cette période voit sortir Jazz à gogo (paroles de Robert Gall et musique de Goraguer), ainsi que Mes premières vraies vacances, œuvre du tandem Datin-Vidalin. L'association Gainsbourg-Gall se démarque durant l'été 1964 avec le tube Laisse tomber les filles, renforcé par Christiansen des duettistes Datin-Vidalin. Entretemps, Gainsbourg a capté son rire pour le coller sur Pauvre Lola, l'une des chansons de son album Gainsbourg Percussions, qui paraît la même année. Fin 1964, France Gall se plie aux demandes de ses managers en enregistrant un 45 tours destiné aux enfants. Son père lui écrit, sur une musique du compositeur Georges Liferman, un titre qu'elle enregistre à regret, Sacré Charlemagne :

« Sacré Charlemagne, j'en étais malade, je me souviens, je n'aimais pas du tout ça. Je ne l'aimais pas et pourtant je l'ai laissé sortir. C'est vous dire à quel point je ne maîtrisais pas la situation. »

Sacré Charlemagne connaît un grand succès en France, où il se classe no 2 des ventes, mais aussi en Espagne (no 20) et en Turquie (no 5). Cette chanson devient même l'hymne du mouvement de la jeunesse algérienne et donne, quelques décennies plus tard et à la demande des élèves du pôle scolaire d'Auvillers-les-Forges (Ardennes), le nom de « Rue du Sacré-Charlemagne » à celle qui passe devant leur école.

#### Eurovision et premiers succès

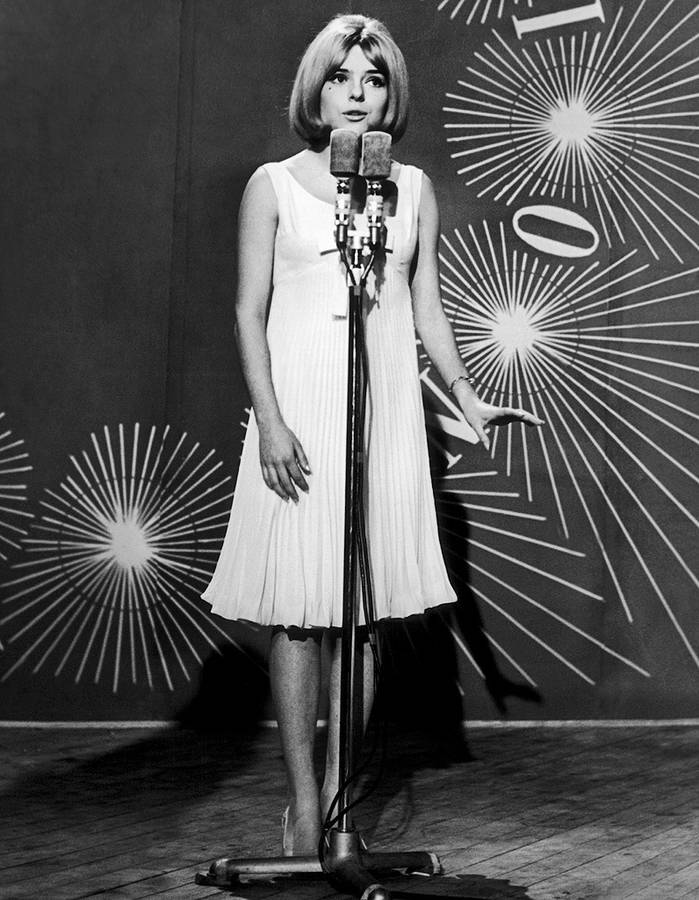
France Gall au Grand Prix Eurovision de la chanson 1965 à Naples.

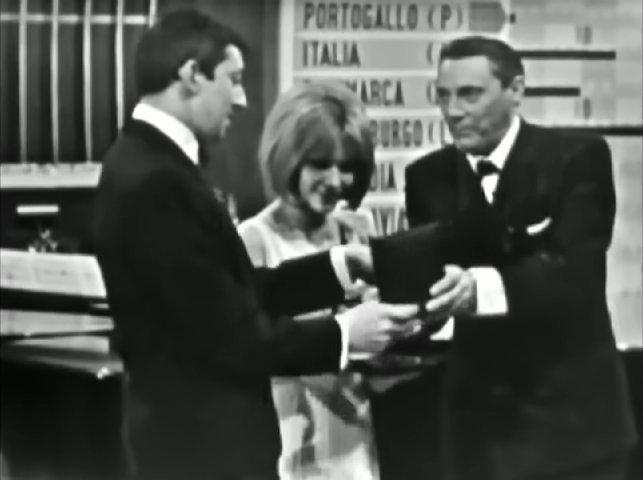
France Gall et Serge Gainsbourg recevant chacun des mains du ténor Mario Del Monaco la médaille du Grand Prix de l'Eurovision.

À l'automne 1964, France Gall apparaît sur la couverture du magazine Mademoiselle Âge tendre et tape dans l’œil de Serge Gainsbourg, qui en achète un exemplaire. Rentré chez lui, il commence à composer la chanson qui deviendra Poupée de cire, poupée de son. Il s'inspire pour les paroles de sa chanson des réponses de la jeune chanteuse dans l’interview du magazine. France Gall est ensuite sélectionnée pour représenter le Luxembourg au 10e Concours Eurovision de la chanson qui a lieu en mars 1965. Elle est choisie par le biais de la station de radio RTL qui soutient le Luxembourg au concours et sélectionne des artistes pas forcément originaires du pays comme la chanteuse grecque Nana Mouskouri en 1963 ou l'auteur-compositeur-interprète français Hugues Aufray en 1964. France Gall a gain de cause en choisissant Poupée de cire, poupée de son sur les dix chansons qui lui sont proposées.
Le 20 mars 1965, l'équipe des « 3 G », Gainsbourg-Gall-Goraguer, est à Naples, à la Sala di Concerto della RAI (la salle de concerts des studios napolitains de la télévision italienne) où se tient le Grand Prix Eurovision de la chanson. Alors âgée de 17 ans, France Gall est la plus jeune concurrente de cette édition. Les répétitions sont interrompues par des incidents entre l'orchestre italien et la délégation luxembourgeoise. Les musiciens n'apprécient guère l'attitude à leur égard de l'auteur-compositeur de la chanson. Certains comparent sa partition au bruit d'une cavalcade et d'autres huent la chanteuse. Gainsbourg, furieux, claque la porte des répétitions et menace de retirer sa chanson du concours.
Un compromis finit par être trouvé, mais persiste une certaine tension qui se reflète dans l'attitude et la prestation de France Gall, déstabilisée par l'incident,. En 2015, elle indique : « J’y suis allée, dans ma tête, tellement perdante. » Passant en quinzième position sur les dix-huit participants et sous la direction d'Alain Goraguer, elle chante en effet d'une voix mal assurée devant plus de 150 millions de téléspectateurs.
La singularité de la chanson étonne. Elle arrive en tête du vote final (jurys nationaux uniquement lors de cette édition) du début jusqu'à la fin et finit par remporter le Grand Prix. La chanson obtient quatre fois la note maximale, mais huit pays, dont la France, ne lui attribuent aucun point. France Gall apporte ainsi la deuxième victoire au Luxembourg, quatre ans après le chanteur français Jean-Claude Pascal et son titre Nous les amoureux. Gainsbourg et France Gall reçoivent chacun la médaille du Grand Prix des mains de Mario Del Monaco. Pour la première fois dans l'histoire du concours, la chanson gagnante n'est pas une ballade. Elle rechante alors le titre tout à la fin de la soirée.
Le succès de Poupée de cire, poupée de son dépasse les frontières européennes et France Gall l'enregistre en trois langues : allemand, italien et japonais. La chanson atteint le top 10 de plusieurs pays : France, Allemagne, Espagne, Norvège, Danemark, Japon, Turquie, Argentine, Chili, Singapour, Autriche, Pays-Bas, Finlande, Suède… Elle est l'une des premières chansons de l'histoire du concours à rencontrer un tel succès. Le public français s'émeut et reproche à Gall et à Gainsbourg d'avoir gagné pour le Luxembourg et non pour leur propre pays ; elle rétorque qu'elle ne connait guère les coulisses de sa sélection par RTL, affirmant avoir choisi la chanson avec l'accord de l'« état-major du pays du Luxembourg ».
Elle confie par la suite que Claude François, resté en France, lui a annoncé la rupture de leur couple au téléphone juste après l'annonce de sa victoire, ce qui l'aurait déstabilisée alors qu'elle doit retourner sur scène interpréter la chanson,. « Tu as gagné, mais tu m’as perdu », lui aurait alors dit le chanteur. De plus, juste après avoir remporté le concours, France Gall est giflée dans les coulisses par Kathy Kirby, la représentante du Royaume-Uni, classée deuxième avec la chanson I Belong et persuadée de s'être fait voler la victoire alors qu'elle est la favorite de cette édition. France Gall éclate en sanglots, la presse, ignorant la situation, pense qu'il s'agit de larmes de joie. Elle est bouleversée lorsqu'elle réinterprète la chanson à la fin de l'émission. Elle n’assiste pas à la conférence de presse du lendemain afin de regagner Paris pour se réconcilier avec Claude François.

France Gall, aux Pays-Bas en mai 1965 après sa victoire à l'Eurovision
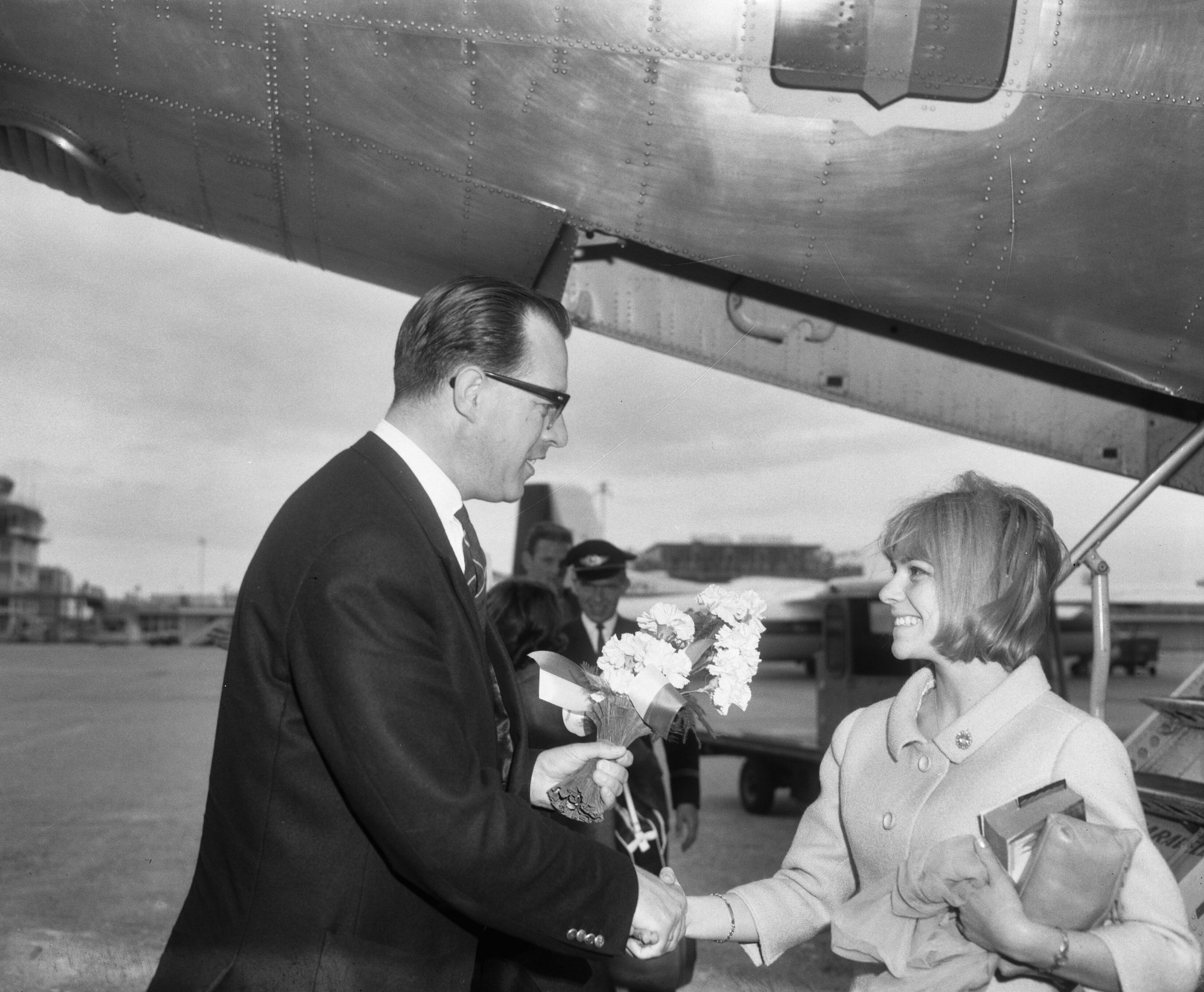
Accueillie à l'aéroport d'Amsterdam-Schiphol le 17 mai 1965.
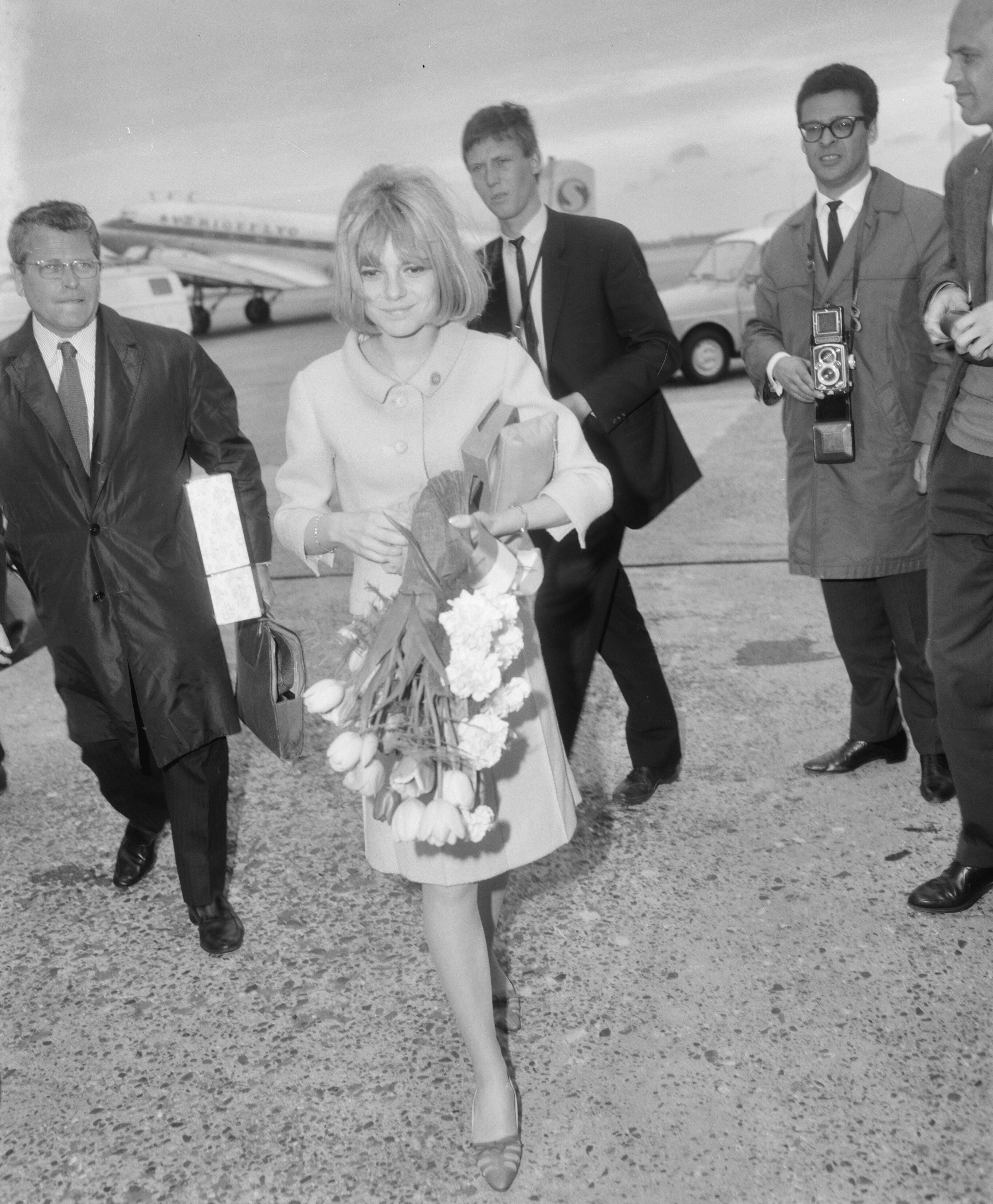
Accompagnée par son père Robert Gall (à gauche).
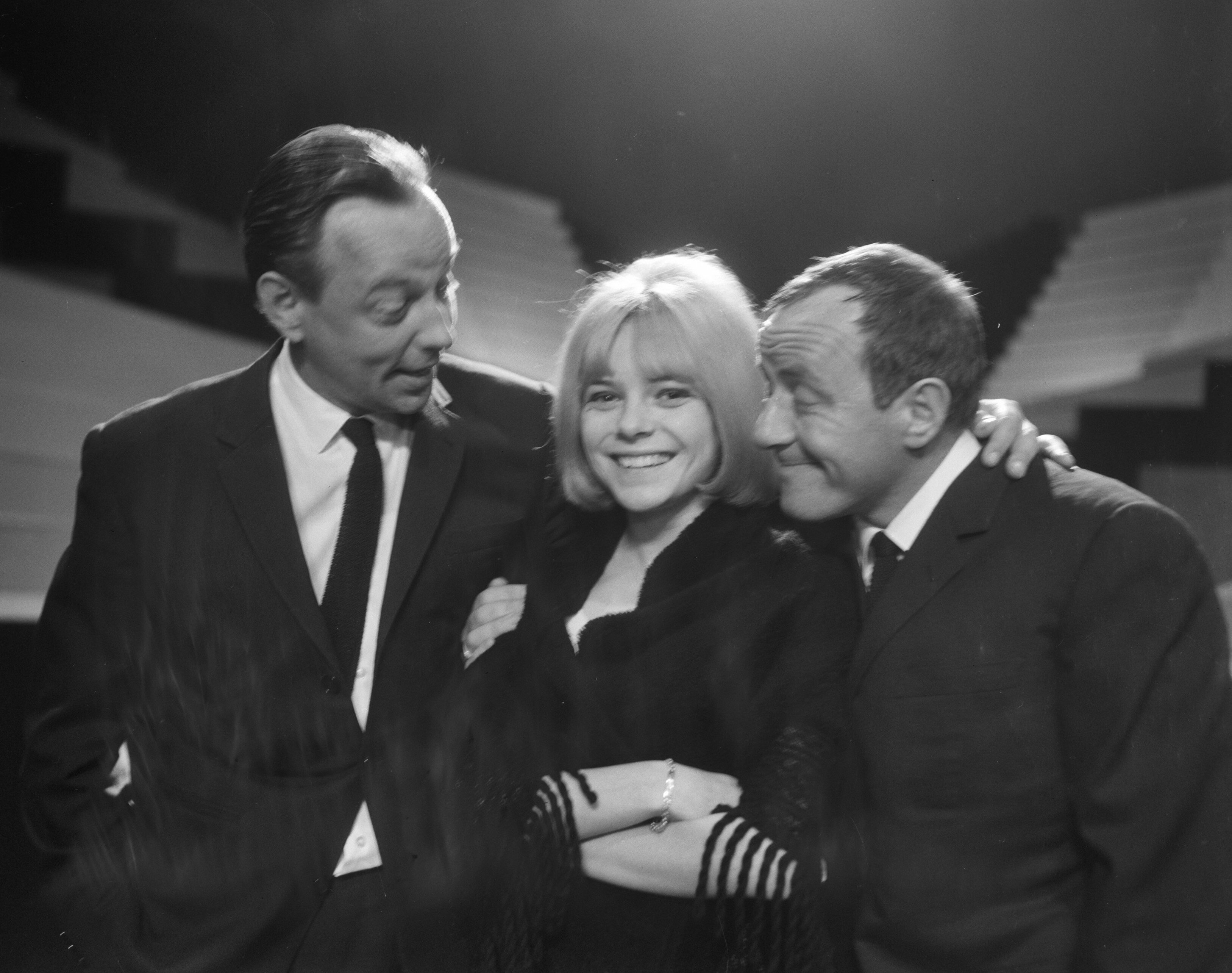
Invitée du « Johnny et Rijk Show » télévisé le 18 mai 1965.

« Nous avons découvert le fiancé secret de France Gall » (Claude François).
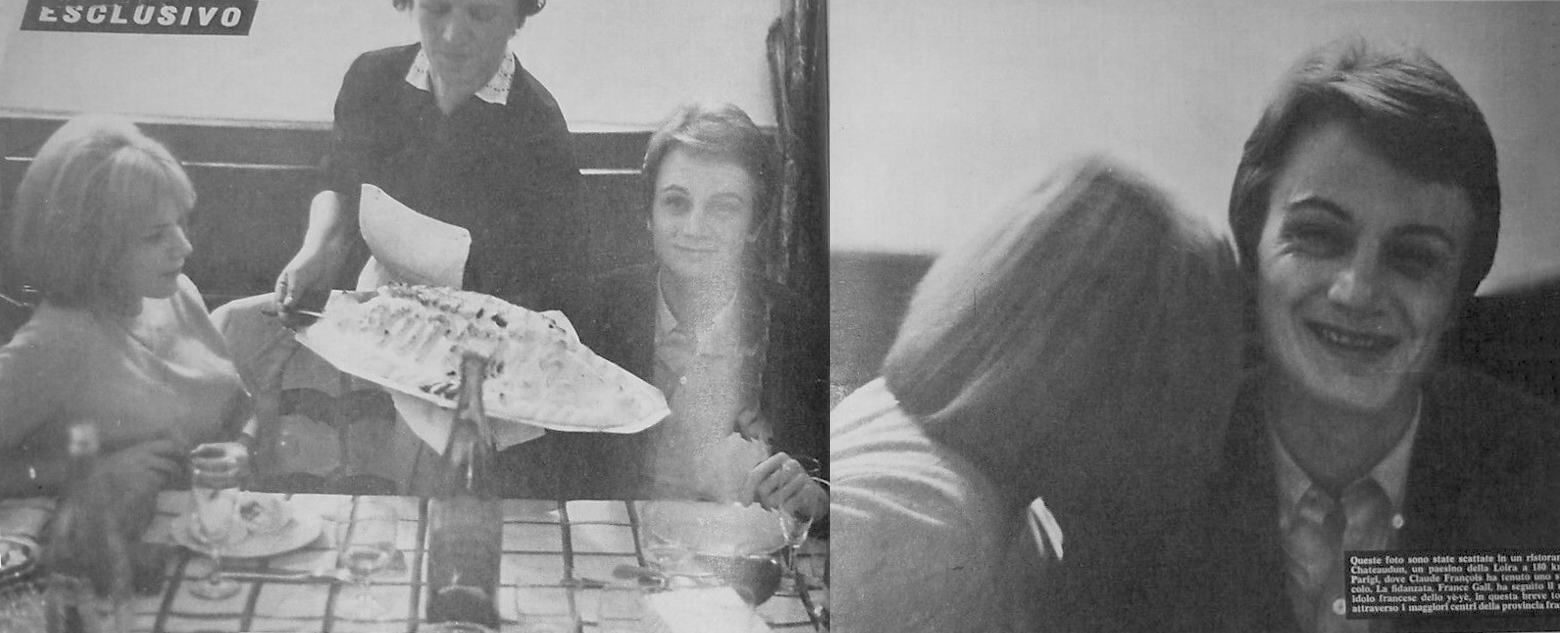
Extrait d'une revue italienne de 1965.

Elle part pour une tournée d'été de plusieurs mois sur les routes françaises avec le chapiteau du Cirque de France. Son frère Philippe a remplacé le bassiste de l'orchestre. Elle continue d'engranger des succès écrits par Gainsbourg : il y a Attends ou va-t'en puis, à la fin de l'année, Nous ne sommes pas des anges ainsi que L'Amérique du parolier Eddy Marnay et du compositeur Guy Magenta.
Le 5 mars 1966, elle est présente à la villa Louvigny à Luxembourg, au Grand Prix Eurovision de la chanson européenne 1966. Pour rappeler le vainqueur de l'année précédente, l'orchestre joue Poupée de cire, poupée de son. À la fin du morceau la caméra filme une vue d'ensemble de l'orchestre avant un gros plan sur France Gall. Au terme de la soirée, elle remet la médaille du Grand Prix à Udo Jürgens, le gagnant autrichien avec la chanson Merci, Chérie.
À la suite de cette collaboration avec la chanteuse, Serge Gainsbourg rend hommage à France Gall, en 1978, dans l'émission Numéro un, en confiant à son mari Michel Berger :

« France Gall m'a sauvé carrément la vie, puisque j'étais un marginal. En 1964, N'écoute pas les idoles, en 1965, l'Eurovision avec Poupée de cire, poupée de son et là, les portes se sont ouvertes. Maintenant, je ne suis plus un marginal, mais c'est toi qui es avec France Gall. »

#### Nouvelles collaborations avec Gainsbourg

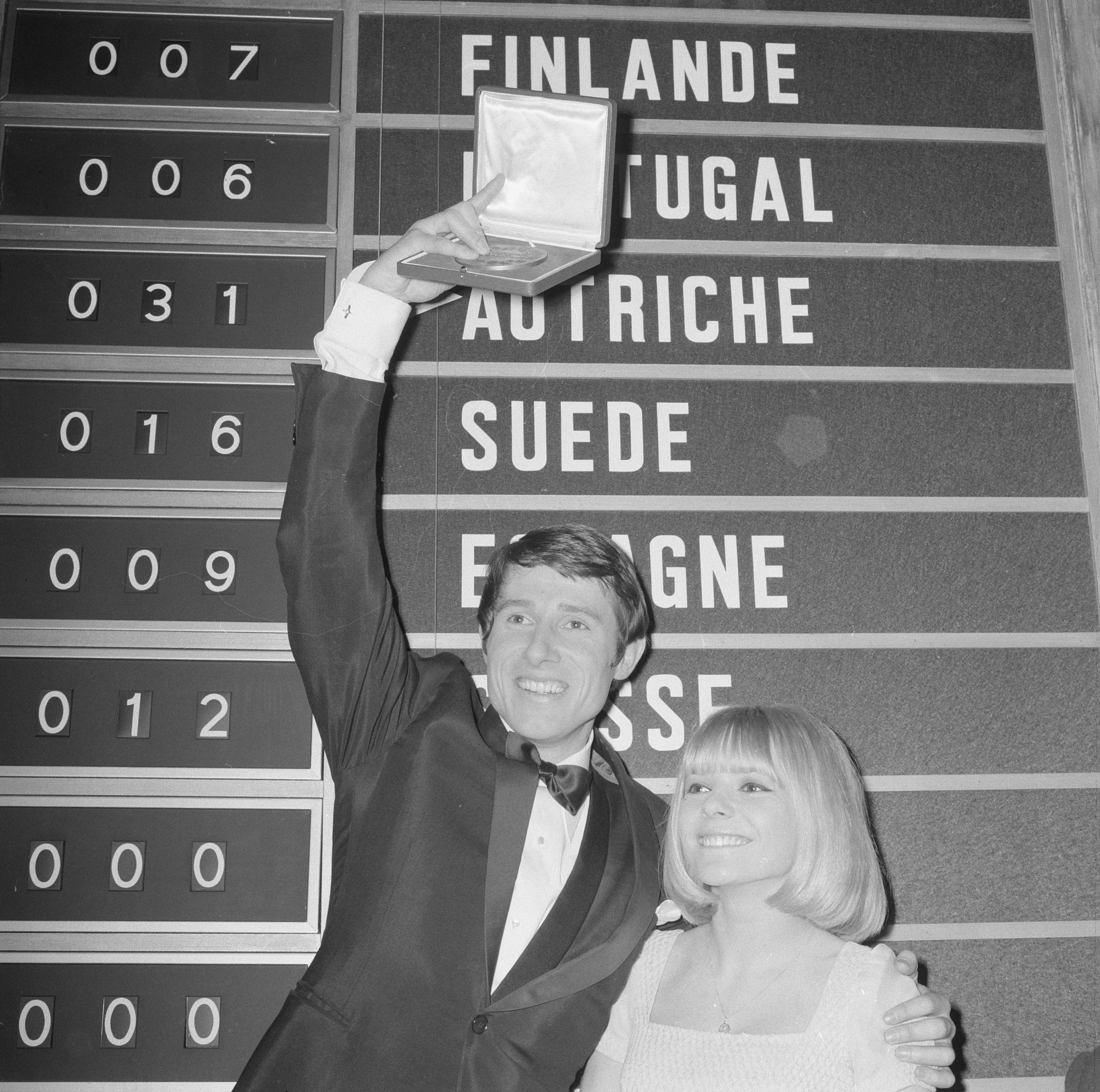
Udo Jürgens et France Gall lors du Grand Prix Eurovision de la chanson européenne 1966 à Luxembourg.

L'année 1966 débute avec un nouveau tube de Gainsbourg, Baby pop, un texte que France Gall qualifie de « brutal », mais dont on n'écoute pas la noirceur des paroles chantées par cette adolescente de dix-huit ans.
France Gall figure sur la « photo du siècle » regroupant 46 vedettes françaises du yéyé en avril 1966.
En revanche, l'œuvre suivante de Gainsbourg, Les Sucettes, commentée par les propos appuyés de son auteur, déclenche un vent de scandale grandissant au fil des mois. Ce succès s'accorde mal avec les autres chansons naïves du même disque, telles que Je me marie en blanc, Ça me fait rire et Quand on est ensemble. D'autant plus que, parallèlement, dans le spectacle télévisé Viva Morandi, qui s’inscrit dans la mouvance psychanalytique du dernier film de Fellini, Juliette des esprits (1965), elle incarne l’une des deux jeunes filles en fleurs, sorties des bouches d'ombre, qui troublent le yéyé italien Gianni Morandi à la recherche de l'amour. Elle est « La Grâce » qui chante Les Sucettes (précédée d'un écriteau spécifiant « Fantaisie ») aux côtés de Christine Lebail qui est « La Pureté ». Ces interprétations contradictoires des Sucettes déroutent et provoquent un malaise dont France Gall ne sort pas indemne quand elle comprend, trop tard, qu'elle a été manipulée dans un but médiatique. Ce qui lui fait dire : « Je n'aime pas susciter le scandale. J'aime qu'on m'aime ».
Désormais, ses disques suivants, même expurgés de la signature gainsbourgienne, sont suspectés de visées bassement mercantiles. Ainsi, on lui reproche sa chanson Bonsoir John-John dédiée au fils de John Fitzgerald Kennedy, John Fitzgerald Kennedy, Jr. :

« — France Gall : En France, on m'est encore tombé dessus.
— Philippe Constantin : Ah ! Oui ! Accusée de nécrophilie… Braves ménagères françaises, si elles avaient vu, aux USA, les ravissants coquetiers à l'effigie de Kennedy, avec la trace des balles dessinées en rouge sur le support… »

Au début de l'année 1967, son duo avec Maurice Biraud, La Petite, évoquant une gamine convoitée par un ami du père, traîne ce disque vers le bas en éclipsant la poétique Néfertiti de Gainsbourg.
Son 45 tours suivant est enregistré avec l'orchestrateur David Whitaker, talentueux compositeur anglais. De nouveaux auteurs, Frank Thomas et Jean-Michel Rivat, associés au compositeur-chanteur Joe Dassin, ont écrit pour France Gall Bébé requin, succès qui occulte les autres titres. Teenie weenie boppie, chanson avec laquelle Gainsbourg signe une charge contre le LSD, fait un flop qui marque la fin de leur collaboration au moment où Gainsbourg diversifie ses productions pour France Gall, notamment avec leur duo consacré à la peine de mort, Qui se souvient de Caryl Chessman ?, qui n'est pas commercialisé.

#### Succès en Allemagne et déclin en France
Dès 1966, France Gall entame une carrière en Allemagne où elle enregistre régulièrement jusqu'en 1972 avec une équipe, notamment avec le compositeur et orchestrateur Werner Müller. Des vedettes comme Heinz Buchholz ou le compositeur de musiques de films Giorgio Moroder (Midnight Express, Top Gun) lui écrivent Love, l'amour und liebe (1967), Hippie, hippie (1968), Ich liebe dich, so wie du bist (1969) et Mein Herz kann man nicht kaufen (1970). Quelques-uns de ses autres succès en allemand : Haifischbaby (Bébé requin), Die schönste Musik, die es gibt (« Music to Watch Girls By »), Was will ein Boy (1967), A Banda (Zwei Apfelsinen im Haar), Der Computer Nr. 3 (1968), Ein bißchen Goethe, ein bißchen Bonaparte, I Like Mozart (1969), Komm mit mir nach Bahia, Miguel (1972).

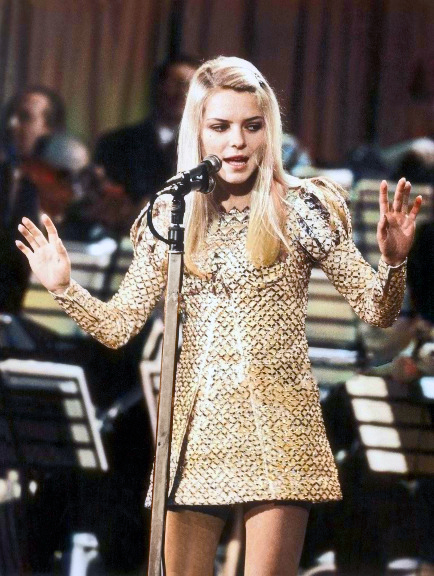
En 1969, France Gall participe au festival de Sanremo, en Italie.

En France, elle ne connait plus de succès discographique et son association avec Serge Gainsbourg ne fonctionne plus. Même certaines de ses chansons pour enfants enregistrées en 1966 ne lui épargnent pas des jugements peu amènes, car soupçonnées rétrospectivement d'être pernicieuses (Les Leçons particulières)[réf. nécessaire]. Les mises en scène corrosives de Jean-Christophe Averty lui faisant commander un troupeau d'hommes à quatre pattes pour illustrer sa chanson enfantine J'ai retrouvé mon chien dans son émission télévisée Les Raisins verts, n'arrangent pas les choses, comme en témoigne France Gall dans Les Inrockuptibles : « Mon personnage s’est parfois retrouvé transformé par les gens avec lesquels je travaillais. Je pense notamment à une émission de télé où je chantais J'ai retrouvé mon chien. Jean-Christophe Averty avait imaginé une mise en scène ahurissante où j’étais debout, en jupette, avec trois laisses à la main et, au bout des laisses, il y avait des vieillards et des clochards à la place des chiens. Dans le monde prude de la télé de l’époque, ça a provoqué un scandale incroyable ! »[source insuffisante].
Avec David Whitaker, elle enregistre un autre 45 tours avec une nouvelle œuvre du trio Thomas, Rivat et Dassin, Toi que je veux, mais cela ne fonctionne pas non plus. Les arrangements de bonne facture, tels ceux de la Chanson indienne, composée par Whitaker, ne sauvent pas le disque. En 1968, elle retrouve son orchestrateur Alain Goraguer pour son nouveau disque. Les quatre titres, le jazzy Le Temps du tempo (paroles de Robert Gall et musique de Goraguer), le pop Dady da da (paroles de Pierre Delanoë sur la musique composée par Michel Colombier pour l'indicatif original nommé The Big Team du magazine TV Dim, Dam, Dom), le folk La Vieille Fille de Rivat et Dassin et le classique Allo ! Monsieur là-haut du compositeur Gérard Gustin avec des paroles écrites par le comédien Philippe Nicaud, sont balayés par Mai 68. Elle quitte alors Paris pour ne pas vivre ces événements :

« Ah la la, ce que j'ai pu avoir peur. Au début, je n'éprouvais qu'une certaine irritation. À cause des batailles du Quartier latin et des grèves, voilà que la sortie de mon nouveau super 45 tours était compromise. Moi qui avais tant travaillé pour qu'il soit réussi. Et à l'irritation a succédé la peur. Une peur carabinée. »

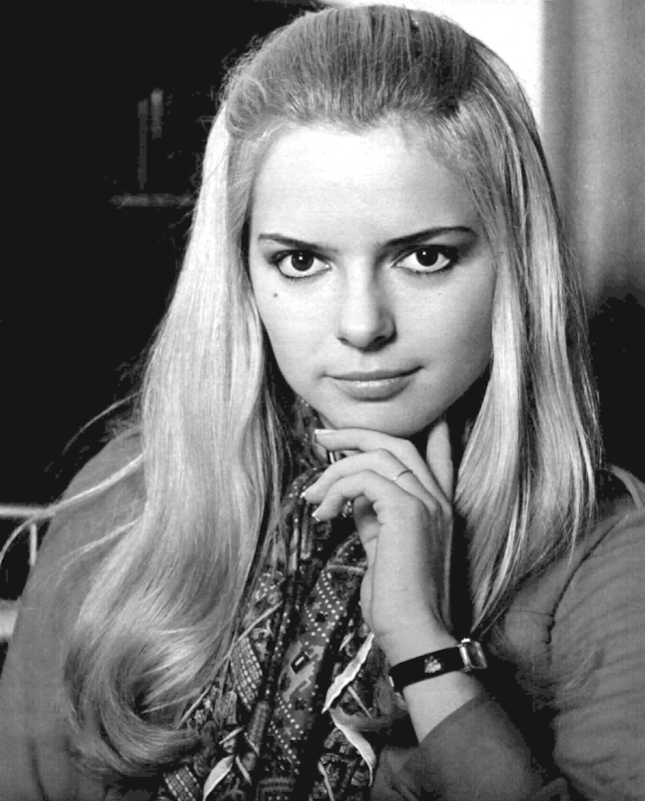
La chanteuse en 1969 dans la presse TV italienne.

Ses chansons suivantes, malgré la sensuelle et délicate jazzy Y'a du soleil à vendre écrite par Robert Gall sur une musique d'Hubert Giraud ou les compositions de Dassin (Toi que je veux, 24 / 36, Souffler les bougies), ne suscitent pas d'intérêt. France Gall profite, fin 1968, de sa récente majorité, vingt et un ans à l'époque et de l'échéance de son contrat chez Philips la même année pour voler de ses propres ailes en se séparant de Denis Bourgeois.
Elle enregistre début 1969 pour une nouvelle maison de disques, La Compagnie, née de l'association d'artistes comme Hugues Aufray, Nicole Croisille et Michel Colombier.
Avec La Compagnie et Norbert Saada comme producteur de musique et directeur artistique, France Gall commence une traversée du désert avec des enregistrements où le meilleur côtoie souvent le pire, sans qu'elle réussisse à trouver un style cohérent. Elle s'égare dès 1969 avec deux adaptations : l'une originaire d'Italie, L'Orage (La Pioggia), qu'elle défend pourtant avec Gigliola Cinquetti au festival de Sanremo 1969 et l'autre créée par la Britannique Barbara Ruskin, Les Années folles (Gentlemen Please). Elle se remémore cette époque lors d'un entretien accordé aux journalistes de Platine magazine en 1996 :

« — Platine : Vous avez souffert de ce creux de la vague ?
— France Gall : Qu'est-ce que je n'étais pas bien ! C'est assez angoissant à vingt ans de ne pas avoir d'argent quand on en a eu beaucoup à seize.
— Platine : La Compagnie, c'était une galère ?
— France Gall : Galère, c'est le mot ! Hallucinant. Je suis même allée au festival de Sanremo défendre L'Orage avec Gigliola Cinquetti. Là, j'ai même chanté avec little Stevie Wonder. Je me souviens avoir été très mauvaise. »

Le meilleur est ignoré, tels Les Gens bien élevés de Frank Gérald et Hubert Giraud et La Manille et la Révolution de Boris Bergman et Hubert Giraud et, en 1970, Zozoï, paroles de Robert Gall sur une musique du brésilien Nelson Angelo et Les Éléphants, paroles de Jean Schmitt et musique de Jean Géral. De plus, sa maison de disques La Compagnie fait faillite.
Parallèlement, France Gall est la spectatrice assidue de la version française de la comédie musicale Hair où Julien Clerc tient le premier rôle ; c'est ainsi qu'en août 1969 elle entre dans la vie de Julien Clerc. Mais, souffrant de rester dans son ombre alors qu'elle est en pleine traversée du désert artistique, elle finit par le quitter en 1974. Bien avant leur rupture, il a néanmoins composé la musique d'une chanson conçue pour elle, Chasse-neige (1971), tandis que leur séparation lui inspire Souffrir par toi n'est pas souffrir (1975), les paroles de ces deux chansons sont signées Étienne Roda-Gil.
En 1971, elle est la première artiste à enregistrer en France pour le label américain Atlantic. Mais même avec des prestigieux auteurs comme Jacques Lanzmann et son C'est cela l'amour (sur une musique blues de Paul-Jean Borowsky — ex-Martin Circus) ou Étienne Roda-Gil avec Chasse-neige et Caméléon, caméléon, cela ne fonctionne pas. France Gall se tourne alors à nouveau vers Gainsbourg. Il lui écrit, en 1972, Frankenstein et, sur une musique de Jean-Claude Vannier, Les Petits Ballons, tentative de réédition du succès sulfureux des Sucettes qu'elle accepte d'enregistrer pour le label EMI-Pathé, mais cela ne fonctionne toujours pas. Elle travaille avec Jean-Michel Rivat comme directeur artistique et, malgré la maturité des textes de celui-ci, c'est encore le flop avec 5 minutes d'amour et La Quatrième Chose (1972), puis avec les deux chansons de son 45 tours suivant, Par plaisir et Plus haut que moi (1973).
En 1971, elle participe avec son frère Patrice à un roman-photo que le magazine Télé Poche publie en huit épisodes et qu'elle commente ainsi aux journalistes de Platine magazine : « Pour moi, ce roman-photo, c'était la déchéance. L'étape d'après aurait été de faire un film porno (rires) ».

#### Rencontre avec Michel Berger
Au printemps 1973, France Gall, au volant de sa petite Austin, roule dans les rues de Paris. Son poste de radio allumé, elle entend, subjuguée, la chanson Attends-moi interprétée par Michel Berger. À l'occasion de leur rencontre lors d'une émission de radio, elle lui demande s'il peut lui donner son avis à propos des chansons que son producteur voudrait lui faire enregistrer. Bien que Michel Berger soit déconcerté par la pauvreté des chansons proposées à France Gall, il n'est pas question pour lui d'une collaboration entre eux. Ce n'est que six mois plus tard, en 1974, qu'il accepte d'écrire pour elle, après qu'elle a fait une voix sur le titre Mon fils rira du rock'n'roll du nouvel album de Berger (Chansons pour une fan) et après que l'éditeur de Gall le lui a proposé. La chanteuse a déjà décidé : « Ce sera lui ou ce sera personne ».
C'est ainsi que naît en 1974 La Déclaration d'amour, premier succès d'une longue liste et que la carrière de la chanteuse prend un nouvel essor :

« Premier disque, première chanson. J'attendais tellement de cette première fois que quand il m'a joué la chanson au piano, j'ai été… comment dire… un peu déçue. Je rêvais d'une chanson rythmique et me voilà avec une sensuelle déclaration. Le jour du studio, j'étais un peu tendue. Après une ou deux prises, Michel était content. Dans la foulée, il me demande d'écrire un texte parlé sur l’ad lib de la fin comme si j'avais fait ça toute ma vie, écrire ! Il s'est rendu compte qu'il manquait un solo de guitare à deux heures du matin. Effondré, il ouvre la porte du studio et croise un guitariste qui travaillait à côté et qui rentrait chez lui. En un quart d'heure, la guitare de Jean-Pierre Castelain s'imprimait sur la bande seize-pistes où le piano de Michel, omniprésent, donne à lui seul le balancement bien particulier de cette chanson. Premier cadeau. Le public a été là tout de suite. »

Elle ajoute à propos de cette rencontre décisive : « Ça a transformé mon existence, ma vie. Ça m’a apaisée ».
Le 6 janvier 1976, après douze ans de carrière, paraît son premier album studio enregistré comme tel (les neuf précédents étant plutôt des compilations des titres parus en 45 tours), France Gall, enregistré en 1975. L'interprète s'entretient à ce sujet avec le journaliste Richard Cannavo : « C'est mon premier album ! C'est un truc énorme pour moi ». Richard Cannavo ajoute : « Ce premier album, c'est une manière d'effacer définitivement la France Gall des sixties : on est passé à autre chose. »,.

#### Création familiale et musicale
Comme un cadeau prénuptial, Michel Berger consacre son Numéro un, diffusé le 22 mai 1976 sur TF1, à l'écriture d'une comédie musicale, Émilie ou la Petite Sirène 76, inspirée du célèbre conte d'Hans Christian Andersen et dont l'héroïne est, bien sûr, France Gall : « C'est la date de cette émission qui a déterminé la date de notre mariage un mois plus tard ». Il en reste un duo du couple, succès de l'été : Ça balance pas mal à Paris. Les deux artistes se marient effectivement le 22 juin 1976 à la mairie du 16e arrondissement de Paris. Par cette alliance, France Gall devient la belle-fille du professeur Jean Hamburger, membre de l'Académie française et de la pianiste Annette Haas. Deux enfants naissent de cette union : Pauline Isabelle (Neuilly-sur-Seine, 14 novembre 1978 - Paris, 15 décembre 1997 morte de la mucoviscidose) et Raphaël Michel (Boulogne-Billancourt, 2 avril 1981). Gall partage avec Berger ses années de travail et une vie familiale qu'elle privilégie.
Sous l'impulsion de Berger, elle reprend goût à la scène. En 1978, elle monte de nouveau sur les planches, celles du théâtre des Champs-Élysées (où elle a auditionné quinze ans plus tôt), pour un spectacle intitulé Made in France. Outre le fait que les duettistes travestis brésiliens Les Étoiles assurent un intermède (contesté) en milieu de spectacle et que France Gall enchaîne avec eux en reprenant une de ses chansons de 1973, la bossa nova Plus haut que moi (adaptation française de Maria vai com as outras, écrite, composée et interprétée à l'origine par les Brésiliens Vinícius de Moraes et Toquinho) ; une des originalités de ce spectacle est qu'il repose sur une formation exclusivement composée de femmes : à l'orchestre, aux chœurs et à la danse. Comme un pied de nez à son ancienne carrière, le spectacle commence par les premières notes mélodieuses de Poupée de cire qui laissent place au rythme survolté de Musique présentant « la nouvelle France Gall » au public.
En 1979, c'est un spectacle inédit auquel France Gall participe dans le rôle de Cristal et qui reste dans les mémoires. L'opéra-rock Starmania est présenté pendant un mois au Palais des congrès de Paris. Composé par Michel Berger et écrit par l'auteur québécois Luc Plamondon, c'est une réussite, alors que ce genre musical ne rencontre pas les faveurs des producteurs en France.

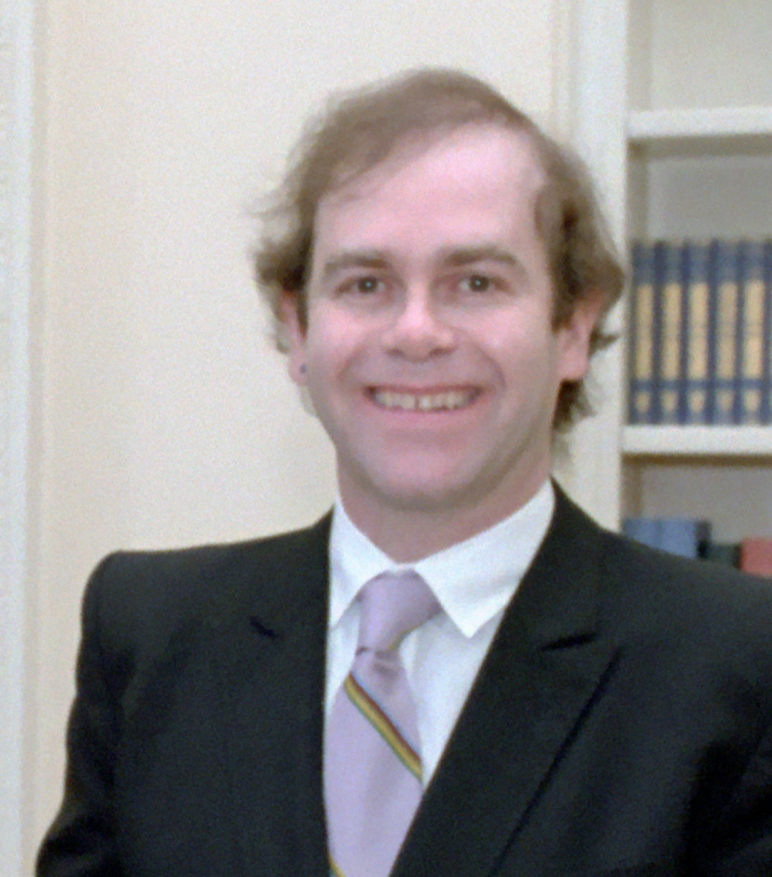
Elton John, au début des années 1980, s'intéresse à France Gall et Michel Berger.

Le tube Il jouait du piano debout, qui fait écho au rocker et musicien américain Jerry Lee Lewis, issu de l'album Paris, France, obtient un grand succès populaire durant l'été 1980. À la même époque, Elton John qui vit une partie de l'année en France, découvre la musique du couple. Il les contacte pour une collaboration. De cette rencontre naîtront Donner pour donner et Les Aveux, deux titres réunis en 1980 sur un 45 tours qui atteindra bientôt le sommet du hit-parade français et une solide amitié en découlera.
Après la sortie de l'album Tout pour la musique en 1981, France Gall investit début 1982 le Palais des sports de Paris pendant 3 semaines à guichets fermés, pour présenter un spectacle novateur, haut en couleur et en musiques électriques. Le public reprend en chœur les chansons, dont deux titres devenus depuis des standards de la chanson française : Résiste et Il jouait du piano debout.
Entre 1980 et 1985, elle est présente pendant 36 semaines au classement du Top album, avec ses albums Paris, France et Débranche ! ayant respectivement été no 1 pendant 12 et 9 semaines.

#### Musique et actions humanitaires
Les années 1980 sont celles des grandes actions humanitaires dont l'impulsion est donnée par des Anglo-Saxons et le tube de leur Band Aid. France Gall se joindra aux Chanteurs sans frontières, à l'initiative de Valérie Lagrange et sous l'égide de Renaud, pour offrir, en 1985, un SOS Éthiopie au profit du pays en question.
En septembre 1984, elle prend le relais du même Renaud, au nouveau Zénith de Paris, pour une série de concerts durant trois semaines. Elle y interprète notamment les chansons de son album Débranche ! sorti en avril 1984 : Débranche, Hong-Kong Star, Calypso et Cézanne peint.
Les années 1985 et 1986 voient France Gall avec Michel Berger, Richard Berry, Daniel Balavoine et Lionel Rotcage œuvrer notamment pour le Mali grâce à leur association Action Écoles. Des écoliers volontaires vont récolter des denrées de première nécessité pour ces pays d'Afrique où sévissent la famine et la sécheresse. Ainsi, des tonnes de nourriture et des pompes à eau sont expédiées sous l'œil vigilant des artistes.
À la suite de la mort accidentelle de Daniel Balavoine le 14 janvier 1986, France Gall chante en 1987 le titre Évidemment, naturellement écrit par Berger, en hommage à leur ami disparu. Ce titre figure sur l'album Babacar. Dans cet album, est également gravé le titre Ella, elle l'a, hommage à la chanteuse de jazz Ella Fitzgerald, qui est resté en tête des ventes durant quatre semaines en Allemagne, cinquième single le plus vendu cette année-là et qui a eu encore plus de succès qu'en France. Comme un apogée, Babacar reste l'album le plus vendu de sa carrière pourtant déjà très riche en succès.
Lors d'un passage à Grenoble en octobre 1987, France Gall est abordée par un jeune fan de seize ans venant de participer à une émission de RTL consacrée à de jeunes talents. Elle décèle immédiatement les qualités du jeune Calogero et en parle à sa maison de production Apache. Calogero dira plus tard « qu'après l'avoir rencontrée, [il] étai[t] certain de réussir [s]on rêve ».
L'album Babacar donne lieu à un nouveau spectacle. C'est l'éblouissant Tour de France 88 mis en scène par Berger. Représenté à guichets fermés durant 6 semaines au Zénith de Paris fin 1987, il est suivi d'une tournée triomphale courant jusqu'en 1988. France Gall est accompagnée sur scène par le groupe de cuivres américains Phenix Horns (section de cuivre de Earth, Wind and Fire, Phil Collins et Genesis) et par la troupe africaine de Doudou N'diaye Rose. Elle considère ce spectacle et la puissance du mélange de musiques des trois continents comme le sommet de sa carrière.
France Gall, qui a déjà songé à arrêter sa carrière, est interviewée à cette occasion par Richard Cannavo :

« — Lorsque vous préparez un spectacle, vous vous dites que c'est peut-être le dernier ?
— Non, mais je me dis que je n'en offrirai plus des quantités, ça c'est sûr… Mais ce n'est pas le dernier, parce que le dernier ce sera Michel et moi. En attendant, vous n'imaginez pas combien je vais en profiter, de celui-là. Vous ne pouvez pas vous imaginer ! De chaque soir, de chaque seconde ; il faut que j'amasse un maximum, des émotions, des souvenirs, pour « après »… Parce que le jour où je m'arrêterai, ce sera quelque chose de très douloureux… Mais c'est une chose à laquelle je me prépare depuis des années déjà. Tant que je me sens proche de mon public, ça va. Mais un jour je m'arrêterai, c'est sûr. Je crois que ce qui sera plus fort que ma passion pour ce métier, c'est la crainte de tout gâcher. Parce que ce qui me fait peur surtout, c'est l'idée de ne pas me rendre compte que je vieillis et que je ne parle plus le même langage. C'est ça qui me fera décrocher : lorsque je ne parlerai plus « leur » langage. Et je veux que ce soit par ma propre volonté, par-delà ma tristesse. »

Elle désire pourtant interrompre sa carrière après le tourbillon du succès de l'album Babacar et de la tournée consécutive — à la surprise de Michel Berger, qui lui en veut beaucoup sur le moment au point de se sentir trahi.

#### Mort de Michel Berger
France Gall prend du recul et enregistre peu pendant les années qui suivent. Elle ne consent à reprendre le chemin des studios qu'à condition d'enregistrer un album avec Michel Berger. Elle s'investit comme jamais dans cette création à deux voix, pas tout à fait un duo ; l'album Double Jeu sort en juin 1992. France Gall et Michel Berger ont tourné ensemble le clip du titre-phare Laissez passer les rêves. Ils annoncent une série de concerts dans des salles parisiennes comme La Cigale et Bercy.
L'été 1992, Michel Berger se repose aux côtés de son épouse dans leur propriété de Ramatuelle, dans le sud de la France, où il meurt le 2 août d'une crise cardiaque à la suite d'une partie de tennis avec Marie-Françoise Holtz.
Selon les confidences en 2012 de Franka Berger, la sœur de Michel Berger et de Bernard Saint-Paul, un proche collaborateur de Véronique Sanson, Michel Berger vit une histoire sentimentale avec Béatrice Grimm, jeune mannequin et apprentie-chanteuse durant les mois précédant son décès en 1992 et projette de s'installer avec elle dans une maison à Santa Monica. Grégoire Colard, l'agent de Michel Berger et de France Gall ayant cessé de travailler pour le couple en 1990, affirme que France Gall est à cette époque parfaitement au courant de la liaison extraconjugale de son époux et qu'elle en parle librement. À contrario, Serge Perathoner et Jannick Top, musiciens et proches collaborateurs de Michel Berger jusqu'à sa mort n'ont pas eu connaissance d'une liaison de l'artiste avec Béatrice Grimm[source insuffisante].
Michel Berger est inhumé au cimetière de Montmartre à Paris, dans la 29e division. Après une bataille juridique l'opposant à Franka Berger (alors tutrice d'Annette Haas, la mère de Michel), France Gall obtient en octobre 1999 le transfert de la sépulture dans la concession de leur fille Pauline, située quelques mètres plus loin et que la chanteuse fait transformer en maison de verre le 12 décembre 2012.

#### Fin de carrière et comédie musicaleRésiste
Avec la disparition de Michel Berger, le projet de concerts en duo est interrompu et France Gall décide de « ne pas enterrer » ce dernier album et de le défendre seule sur scène à Bercy. Rendez-vous est pris au printemps 1993.
France Gall participe au spectacle des Enfoirés : Les Enfoirés chantent Starmania le 26 février 1993 à la Grande halle de la Villette à Paris. Ce spectacle, réunissant 25 artistes (suivi de la sortie de l'album en octobre de la même année), est uniquement composé de chansons issues du spectacle musical Starmania. France Gall y interprète Un garçon pas comme les autres. C'est sa première apparition publique après le décès de Michel Berger.
Très affectée par le décès de Michel Berger, elle apprend pendant les répétitions de son spectacle de Bercy être atteinte d'un cancer du sein. Le spectacle et la tournée sont repoussés en septembre 1993, le temps des soins et du rétablissement.
Prévu pour 6 dates, Bercy rencontre un vif succès et 2 dates supplémentaires devront être ajoutées. 1re scène depuis plus de 6 ans, le public communie avec France dans un spectacle minimaliste et dantesque à la fois; elle le présente en disant « il y aura, je crois, un esprit... ».
Le 27 janvier 1994, elle fait partie des 28 artistes du spectacle Les Enfoirés au Grand Rex.
À peine la tournée de Bercy terminée, France Gall décide d'enchaîner avec la création d'un nouveau spectacle donnant lieu à des représentations à la salle Pleyel ainsi qu'à une nouvelle tournée en France et en Belgique en septembre 1994. Le spectacle se veut plus joyeux et dansant qu'à Bercy. Elle confie plus tard s'être « noyée dans la musique » après la disparition de Michel, comme une bouée pour surmonter l'épreuve et vivre dans la musique de son pygmalion.
En 1995, elle vit quelques mois à Los Angeles avec ses enfants. Loin des souvenirs, elle enregistre l'album France constitué de reprises de chansons de Michel Berger et d'elle-même, dans un style New Jack. Elle est entourée de très grands musiciens américains et de son nouveau compagnon Bruck Dawit.
En 1996, elle est l'invitée d'honneur de l'émission Graines de star, présentée par Laurent Boyer sur M6. Les candidats du télé-crochet, parmi lesquels se trouvent Nâdiya et Thierry Baumann, interprètent ses chansons.
L'album France annonce une nouvelle tournée et un spectacle à l'Olympia à l'automne 1996.
Les problèmes de santé de sa fille Pauline étant de plus en plus fréquents, elle décide de mettre définitivement un terme à sa carrière de chanteuse en donnant un Concert Privé sur la chaîne M6 en 1997. Comme pour boucler la boucle, elle y reprend notamment Attends ou va-t'en, sa « chanson préférée » signée Gainsbourg et écrite en 1965 puis interprète en duo avec Charles Aznavour, La Mamma, chanson écrite par son père Robert Gall. Fin 1997, Pauline meurt à 19 ans de la mucoviscidose.
Approchée en 1998 par Pascal Obispo, qui lui présente des compositions, elle ne donne pas suite.
Les 12 et 15 août 2000, elle fait deux apparitions sur la scène de l'Olympia, pour interpréter Quelque chose de Tennessee en duo avec Johnny Hallyday. C'est la dernière fois qu'elle chante sur scène. Elle n'apparaît quasiment plus dans les médias.
En septembre 2002, les participants à la deuxième saison de Star Academy font de la chanson Musique leur hymne qui figure sur l'album Star Academy chante Michel Berger. Après avoir vu leur prestation lors du deuxième prime-time en direct sur TF1, France Gall se plaint de cette reprise à la production de l'émission. Les apprentis chanteurs se verront dans l'obligation de réenregistrer une nouvelle version. Elle refuse de participer au conte musical Le Soldat rose, présenté en 2006, que lui propose Louis Chedid pour le rôle finalement tenu par Vanessa Paradis.
Après une très longue période de deuil et de repli dans l'ombre et « le silence », le 2 août 2012, jour anniversaire des vingt ans de la mort de Michel Berger, la radio Europe 1 diffuse un entretien dans lequel France Gall annonce travailler à « l’écriture d’un spectacle musical autour de la musique de Michel, chantée par lui ou par [elle] ». Ce projet, qui répond selon elle « à une attente du public », consiste à « monter en spectacle, revivre les tournées même si elle ne va pas chanter », confie-t-elle lors de cet entretien. Début 2015, elle laisse toutefois planer le doute sur un éventuel retour à la chanson.
Écrite par France Gall et son compagnon Bruck Dawit et mise en scène par Ladislas Chollat, Résiste est une comédie musicale rendant hommage à Michel Berger. France Gall supervise les répétitions. Le spectacle est présenté au Palais des sports de Paris du 4 novembre 2015 au 3 janvier 2016. Une tournée en France, en Belgique et en Suisse suit et s'achève le 23 décembre 2016 au Zénith de Lille.

### Fin de vie et mort

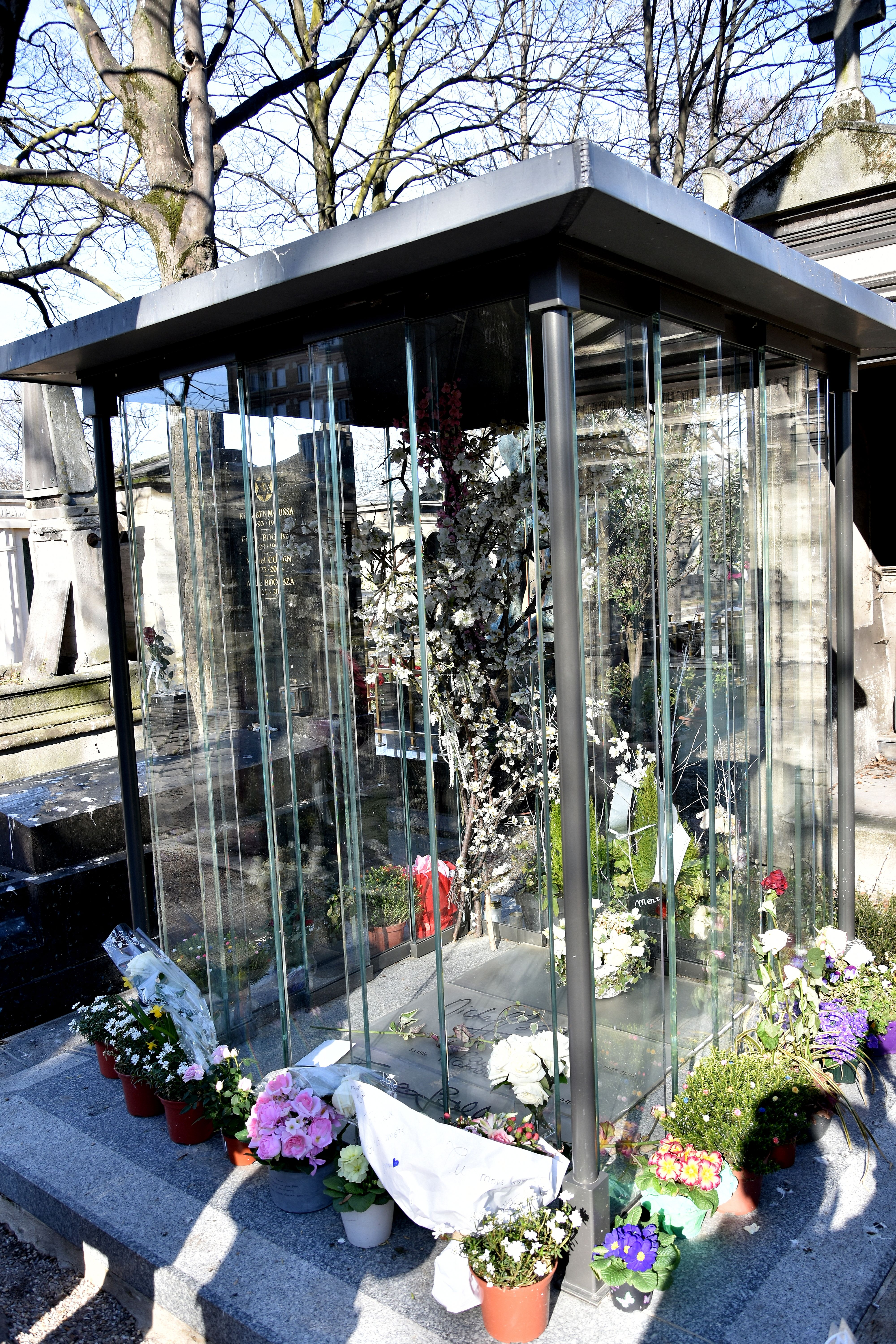
Tombe de France Gall, Michel Berger et de leur fille Pauline.

Le cancer du sein de France Gall, traité en 1993 et alors révélé au grand public, connaît une récidive en 2015.
Le 30 janvier 2017, elle participe à la cérémonie des Globes de cristal, où son spectacle Résiste reçoit le prix de la meilleure comédie musicale ; il s'agit de sa dernière apparition publique.
Le 9 décembre 2017, elle ne peut assister aux obsèques de Johnny Hallyday, ce qui alimente les rumeurs sur son état de santé. Dix jours plus tard, le 19 décembre, elle est admise en soins intensifs à l'hôpital américain de Neuilly pour une « infection pulmonaire sévère ». Elle y meurt le 7 janvier 2018, à l'âge de 70 ans, des suites de la récidive de son cancer,.
Le cercueil de France Gall est exposé au public au funérarium du Mont Valérien pendant deux jours. Ses obsèques civiles (sans office religieux) ont lieu le 12 janvier 2018 au cimetière de Montmartre, « dans la plus grande intimité », selon le souhait de la famille et en présence de quelque 80 personnes, du cercle amical et familial,. Carole Bouquet et Jacques Attali prennent la parole pendant la cérémonie. France Gall repose auprès de Michel Berger et de leur fille, Pauline,,.

### Vie privée
En 1964, à l'âge de 17 ans, France Gall vit une histoire d'amour avec Claude François, qui est marié. Leur séparation définitive, en juillet 1967, inspire au chanteur les paroles de Comme d'habitude qui connaîtra un succès international, notamment dans sa version anglophone My Way. S'étant séparés en mauvais termes, ils ne se revoient qu'en septembre 1974 pour chanter quelques-uns des titres de France Gall dans une émission de télévision diffusée le même mois. Elle vit avec le chanteur Julien Clerc de 1970 à 1974,.
Sa collaboration avec Michel Berger, entamée en 1973, se mue progressivement en relation amoureuse. Ils se marient le 22 juin 1976 à Paris,, à la mairie du 16e arrondissement. Ils ont deux enfants :
- Pauline Isabelle, née le 14 novembre 1978 et morte le 15 décembre 1997 de la mucoviscidose ;
- Raphaël Michel, né le 2 avril 1981.

À Paris, elle a vécu avec Michel Berger dans la villa de Beauséjour (16e arrondissement).
En 1986, le couple emménage dans un immeuble haussmannien près du parc Monceau (17e arrondissement), où ils passent le reste de leur vie.
Dans les années 1970, ils acquièrent aussi la maison du Clos Saint-Nicolas, une résidence à Vasouy, près d'Honfleur (Normandie), qu'agrandit par la suite le frère architecte de Michel Berger. C'est ici que le chanteur aurait composé le tube Résiste. France Gall la délaisse en 1997 après la mort de sa fille, préférant se reposer au Sénégal.
Michel Berger meurt le 2 août 1992, des suites d'un infarctus, alors qu’il passe ses vacances en famille dans sa résidence d’été à Ramatuelle. Quelques mois après ce drame, dont elle souffre énormément, elle se voit diagnostiquer un cancer du sein, dont elle est opérée avec succès le 22 avril 1993. Elle déclare par la suite : « À l'annonce de la mort de Michel, j'ai ressenti une douleur dans le ventre, dans le corps, tellement forte, je me suis dit qu'elle devait ressortir d'une manière ou d'une autre. Mon cancer était la concrétisation de mon mal intérieur ».
Marquée par ce tragique événement, frappée par un cancer du sein puis par le décès de Pauline, France Gall, si elle fait ensuite quelques apparitions sur la scène musicale (Bercy 1993, Pleyel 1994, Olympia 1996), est moins présente dans l'univers médiatique.
De 1995 à sa mort, elle partage sa vie avec Bruck Dawit (en), ingénieur du son, compositeur et producteur américano-éthiopien qui a collaboré avec Sting, Prince, The Rolling Stones ou Eric Clapton,.
Elle se rend régulièrement à Dakar au Sénégal depuis 1969. Elle co-fonde avec Abdoulaye Diallo l'association « Les Amis de N'gor ». Elle fait construire une résidence dans l’île de N’Gor en 1990, ainsi qu'un restaurant et une école. Après s'être retirée du monde de la chanson, elle y vit six mois par an.

### Postérité
Elle refuse toute création de fan-club et n’encourage pas l’édition de biographies. Elle déclare à ce sujet, en 1987 :

« Qu’il reste quelque chose de moi m’indiffère. Je ne suis pas comme ces personnalités politiques qui éprouvent le besoin de faire bâtir un monument afin de laisser une trace tangible de leur passage : moi, je ne construis que ma vie… »

En 2001, elle précise : « Je n'écrirai jamais d'autobiographie. Mon livre, c'était cet autoportrait que j'ai voulu le plus sincère possible » et, en 2004 : « Les chanteurs ne trichent pas. Chanter, ce n'est pas simplement aller chercher de l'air et le ressortir en mots et en notes. C'est donner, se livrer, s'exposer ».
En 2019 est inaugurée l'allée France-Gall, dans le parc Monceau (Paris).
Le 9 octobre 2023, un Google Doodle lui est consacré à l'occasion du 76e anniversaire de sa naissance,.

## Un destin sans cinéma
En 1965, une émission pour la télévision, réalisée par Jean-Christophe Averty et consacrée aux chansons de France Gall, est distribuée aux États-Unis. Gall est alors pressentie par Walt Disney pour incarner Alice dans une version musicale qu’il souhaite réaliser après avoir déjà fait Alice au pays des merveilles en dessin animé en 1951 et dont il n'est pas satisfait musicalement. C’est le seul projet cinématographique auquel elle répond favorablement, alors qu’elle a toujours demandé à son entourage de « l’empêcher de faire du cinéma ». Disney, déjà gravement malade, meurt le 15 décembre 1966 et son idée disparaît avec lui.
Pourtant, en mars 1974, elle participe au téléfilm Notre correspondant à Madras réalisé par Jean-Pierre Spiero et diffusé sur la nouvelle troisième chaîne. Elle incarne la secrétaire lascive de Sacha Pitoëff dans cette courte fiction (25 min) d’une série expérimentale et ambitieuse voulue par la chaîne. Ce téléfilm et cette série ne laissent pas un souvenir marquant dans l’histoire de la télévision française.
En 1988, elle refuse même un projet cinématographique de Michel Berger. C’est ce qu’elle confie à Christophe Nicolas sur Radio Nostalgie :

« — Christophe Nicolas : Après l’énorme succès de l’album Babacar en 87. […] Il voulait faire réaliser un film…
— France Gall : C’était un film musical. […] J’ai refusé de faire ce film à la grande tristesse de Michel parce que je déteste jouer la comédie. J’aurais dû jouer la comédie, même si je devais chanter c’est quand même jouer la comédie. J’avais déjà du mal à tourner des clips de trois minutes, donc je me suis dit si je pars dans un film ça va être horrible, je vais être malheureuse. Voilà pourquoi ça ne s’est pas fait. »

En 1993-1994, naît l'idée d'une collaboration cinématographique avec son amie la scénariste Telsche Boorman, mais le projet s'éteint avec le décès de Telsche en février 1996.
En 1996, elle contacte Jean-Luc Godard, dont elle a notamment aimé le film Nouvelle Vague (1990), pour qu’il réalise le clip de sa chanson Plus haut à la suite de la sortie de son album France. Godard, qui, jusque-là, n'a jamais été sollicité pour tourner un clip, accepte. Ils mettent en boîte, dans les bureaux du cinéaste à Rolle (Suisse), un minifilm, car Godard, après avoir visionné de nombreux clips, lui a dit : « On ne va pas faire ça quand même, vous êtes d'accord. ». Cela aboutit au pictural et onirique Plus oh ! qui, après son unique diffusion le 20 avril 1996 sur M6, est interdit d’antenne, car Godard ne s’est pas acquitté de tous les droits d'auteur (voir l'album France, section « Autour de l'album »).
En 2012, dans l'émission télévisée d'Alessandra Sublet, C à vous, France Gall se rappelle avoir décliné l'offre du réalisateur Jean Herman pour interpréter, dans Adieu l'ami (sorti en 1968), le rôle de Dominique à cause d'une scène où elle aurait dû embrasser Alain Delon, car, à l'époque, elle entretient une relation amoureuse avec Claude François.
En 2015, dans un entretien pour Gala, elle déclare s'être vu proposer de tourner pour Claude Chabrol et Robert Hossein.

## Prises de position
En dehors de ses engagements humanitaires, France Gall s'est peu exprimée sur ses opinions politiques durant sa carrière.
Elle participe pour la première fois à un rassemblement politique en apparaissant à un meeting de François Mitterrand pour l'élection présidentielle de 1988.
En 2002, elle déclare : « Avec Michel je suis passée à gauche. […] J'ai voté Jospin, je n'ai rien à me reprocher. Au second tour, j'ai jeté les bulletins Le Pen sur le trottoir », évoquant l'élection présidentielle qui s'est tenue la même année.
Lors de l'élection présidentielle de 2007, elle affiche sa préférence pour Nicolas Sarkozy. Lors de l'élection de 2012, elle choisit de soutenir François Hollande, déclarant : « J'avais voté Sarkozy à la présidentielle précédente et donc pour la première fois, à droite. Sans doute parce que je l'avais croisé dans le cadre de l'association Cœur de femmes que je défendais. Il a naturalisé vingt-cinq femmes qui venaient de la rue. Mais, l'an passé, j'ai voté Hollande parce que, ici, nous sommes une maison de gauche ».
En 2013, elle exprime ses doutes sur le projet de loi ayant autorisé le mariage homosexuel en France, mais déclare ensuite s'être mal exprimée : « À force de vouloir tout expliquer, je me suis mal exprimée. […] Et j'ai été mal comprise. […] Mes potes gays étaient furieux et stupéfaits. […] Donc je le dis clairement, je ne suis pas, absolument pas, contre le mariage pour tous, au contraire, je suis pour l'égalité des droits ».

## L'interprète et ses auteurs

### Énigmes
- Claude Dejacques, producteur chez Philips en 1966, conçoit de sortir, pour le 1er avril de la même année, un album-gag dans lequel les plus grands artistes maison échangent leurs tubes respectifs. Ainsi, France Gall reprend Jolie Môme, une chanson écrite par Léo Ferré dont Juliette Gréco obtient un grand succès en 1961, tandis qu'Anne Sylvestre reprend L'Amérique, un tube de France Gall en 1965. Comme beaucoup d'idées originales, l'album « poisson d'avril » reste dans les placards de Philips, on ignore pour quelles raisons[N 12].
- En 2003, Universal sort le CD Volume no 5 (S.O.S. mesdemoiselles) de son anthologie compilée Pop à Paris. C'est avec surprise qu'on découvre et entend France Gall chanter un titre dit « inédit » écrit par Serge Gainsbourg en 1967, Bloody Jack, avec les mêmes musique et arrangements que ceux de sa chanson gainsbourgienne Teenie weenie boppie, sortie la même année. Le texte de ce Bloody Jack est identique à celui de la chanson du même titre que Gainsbourg interprète en 1968, sur une musique totalement différente. Pour épaissir le mystère, Zizi Jeanmaire reprend, toujours en 1968, la version de Gainsbourg avec un texte légèrement modifié.

### Hommages
Ses ruptures sentimentales ont inspiré trois chansons :
- en 1967, Comme d'habitude de Claude François (paroles de Claude François et Gilles Thibaut, musique de Claude François et Jacques Revaux) ;
- en 1968, Reste de Claude François, adaptation française par Jacques Plante[90] de Beggin' du groupe The Four Seasons (paroles et musique originales de Bob Gaudio/Peggy Santiglia[N 13]) ;
- en 1975, Souffrir par toi n'est pas souffrir de Julien Clerc (paroles d’Étienne Roda-Gil et musique de Julien Clerc).

Michel Berger lui consacre également trois chansons d'amour :
- en 1974, La Déclaration d'amour (paroles et musique de Michel Berger) ;
- en 1976, Mon bébé blond (paroles et musique de Michel Berger)[91] ;
- en 1983, Lumière du jour (paroles et musique de Michel Berger).

## France Gall et ses chansons dans la fiction

### Son personnage au cinéma
- 2010 : Gainsbourg (vie héroïque), film de Joann Sfar : incarnée par Sara Forestier.
- 2012 : Cloclo, film de Florent-Emilio Siri : incarnée par Joséphine Japy.

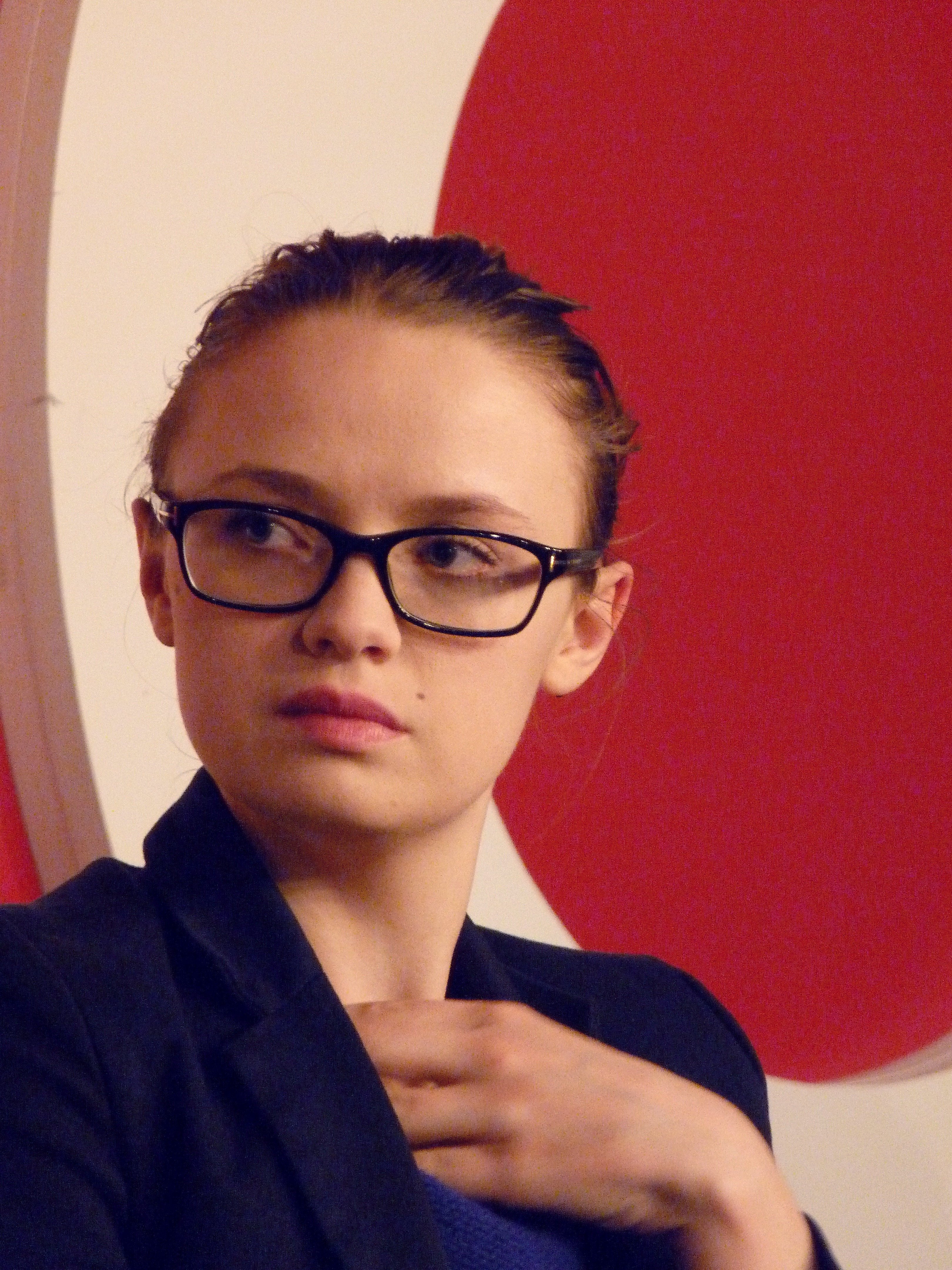
Sara Forestier prête ses traits à la chanteuse dans Gainsbourg (vie héroïque).
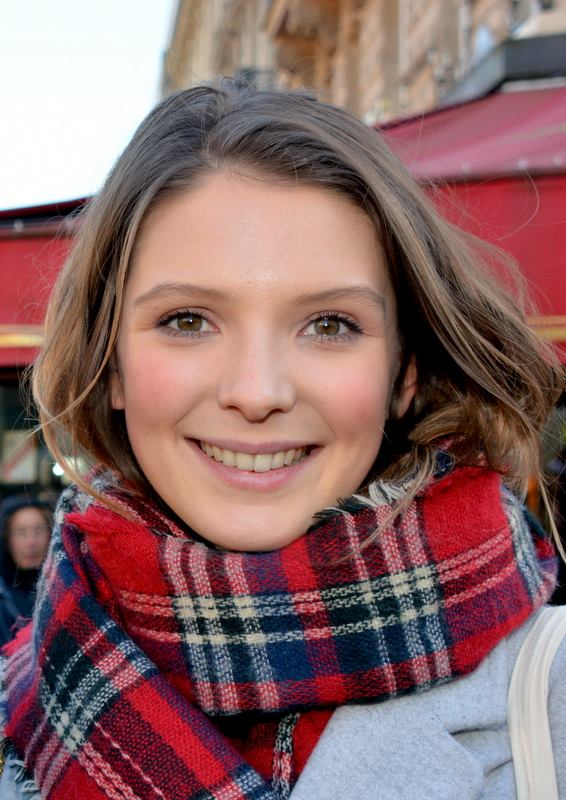
Joséphine Japy incarne France Gall dans Cloclo.

### Ses chansons au cinéma, à la télévision et au théâtre

#### Cinéma
- 1966 : Objectif 500 millions de Pierre Schoendoerffer : Dis à ton capitaine, paroles de Maurice Tézé et musique de Guy Magenta
- 1966 : Au hasard Balthazar de Robert Bresson : Je me marie en blanc, paroles de Jean Dréjac et musique de Jean Wiéner
- 1994 : Portrait d'une jeune fille de la fin des années 60 à Bruxelles de Chantal Akerman (collection TV d'Arte, Tous les garçons et les filles de leur âge) : Bébé requin, paroles de Jean-Michel Rivat/Frank Thomas et musique de Joe Dassin
- 1995 : L'Âge des possibles de Pascale Ferran : Babacar, paroles et musique de Michel Berger
- 1997 : On connaît la chanson d’Alain Resnais : Résiste, paroles et musique de Michel Berger
- 1998 : La fille d'un soldat ne pleure jamais (A Soldier's Daughter Never Cries) de James Ivory : Teenie weenie boppie, paroles et musique de Serge Gainsbourg
- 1999 : But I'm a Cheerleader (Mais je suis une pom-pom girl) de Jamie Babbit : Chick Habit (Laisse tomber les filles), version américaine interprétée par April March, paroles d'April March et musique de Serge Gainsbourg
- 2005 : 40 milligrammes d'amour par jour de Charles Meurisse : Besoin d'amour, paroles de Luc Plamondon et musique de Michel Berger
- 2006 : Qui m'aime me suive de Benoît Cohen : La Déclaration d'amour, paroles et musique de Michel Berger
- 2007 : Boulevard de la mort (Death Proof) de Quentin Tarantino : Chick Habit / Laisse tomber les filles, versions américaine et française interprétées par April March, paroles d'April March/Serge Gainsbourg et musique de Serge Gainsbourg
- 2009 : Home de Yann Arthus-Bertrand : La Rose des vents, paroles de Maurice Vidalin et musique de Jacques Datin
- 2010 : Les Amours imaginaires de Xavier Dolan : Cet air-là, paroles de Robert Gall et musique d'Alain Goraguer
- 2010 : Gainsbourg (vie héroïque) de Joann Sfar : Baby pop, paroles et musique de Serge Gainsbourg
- 2012 : Cloclo de Florent-Emilio Siri : Laisse tomber les filles et Poupée de cire, poupée de son, paroles et musique de Serge Gainsbourg
- 2013 : 20 ans d'écart de David Moreau : Résiste, paroles et musique de Michel Berger
- 2015 : Vue sur mer (By the Sea) d'Angelina Jolie : Néfertiti, paroles et musique de Serge Gainsbourg
- 2018 : L'Ombre d'Emily (A Simple Favor) de Paul Feig : Laisse tomber les filles, paroles et musique de Serge Gainsbourg
- 2021 : Cette musique ne joue pour personne de Samuel Benchetrit : J'entends cette musique, paroles de Robert Gall et musique de Remo Giazotto d'après le thème dit « Adagio d'Albinoni » (arrangements de Jacques Datin)[92]

#### Télévision
- Un extrait de Bébé requin figure dans l'épisode 11 de la saison 14 des Griffin (Family guy).

#### Théâtre
- 2007 : Les Belles-sœurs, comédie d'Éric Assous, mise en scène de Jean-Luc Moreau, avec François-Éric Gendron, Sabine Haudepin, Manuel Gélin et Élisa Servier : La Déclaration d'amour, paroles et musique de Michel Berger. Théâtre Saint-Georges (Paris) et tournée en 2008
- 2009 : Monique est demandée caisse 12, spectacle musical humoristique de Raphaël Mezrahi, mise en scène de Philippe Sohier, avec Raphaël Mezrahi, Ginette Garcin et invités-surprises : J'ai retrouvé mon chien, paroles de Maurice Tézé/Pierre Delanoë et musique d'Alain Goraguer… Théâtre des Variétés (Paris)

## Distinctions
- 1965 : Grand Prix du Concours Eurovision de la chanson remporté par le Luxembourg avec Poupée de cire, poupée de son, paroles et musique de Serge Gainsbourg, arrangements et direction d'orchestre par Alain Goraguer.
- 1987 : Victoires de la musique, catégorie « Artiste interprète féminine de l'année ».
- 1988 : Victoire de la musique « artiste qui s'exporte le mieux à l'étranger » (500 000 exemplaires de Ella, elle l'a), no 1 en Allemagne[13].
- 1988 : « Artiste de l'année », prix décerné en Allemagne (notamment devant Eros Ramazzotti et Sandra).
- 1993 : Marraine de l'association Droit de cité.
- 1994 : Trophée Femmes en Or — Section « Spectacle ».
- 2006 : Marraine de l'association Cœur de Femmes.
- 2013 : Chevalier de la Légion d'honneur.
- 2017 : Officier de l'ordre national du Mérite[93]

## Les succès
1. 1963 : Ne sois pas si bête, adaptation française par Pierre Delanoë de Stand a Little Closer, œuvre originale américaine écrite et composée par Jack Wolf et Maurice « Bugs » Bower
2. 1964 : N'écoute pas les idoles, paroles et musique de Serge Gainsbourg
3. 1964 : Laisse tomber les filles, paroles et musique de Serge Gainsbourg
4. 1964 : Sacré Charlemagne, paroles de Robert Gall et musique de Georges Liferman
5. 1965 : Poupée de cire, poupée de son, paroles et musique de Serge Gainsbourg — 1er Grand Prix du Concours Eurovision de la chanson 1965 pour le Luxembourg
6. 1965 : L'Amérique, paroles d’Eddy Marnay et musique de Guy Magenta
7. 1966 : Baby pop, paroles et musique de Serge Gainsbourg
8. 1966 : Les Sucettes, paroles et musique de Serge Gainsbourg
9. 1967 : Bébé requin, paroles de Jean-Michel Rivat et Frank Thomas, musique de Joe Dassin
10. 1974 : La Déclaration d'amour, paroles et musique de Michel Berger
11. 1974 : Mais, aime-la, paroles et musique de Michel Berger
12. 1975 : Comment lui dire, paroles et musique de Michel Berger
13. 1975 : Samba mambo, paroles et musique de Michel Berger
14. 1976 : Ça balance pas mal à Paris, paroles et musique de Michel Berger, en duo avec Michel Berger, extrait de la comédie musicale télévisée Émilie ou la Petite Sirène 76
15. 1977 : Musique, paroles et musique de Michel Berger
16. 1977 : Si, maman si, paroles et musique de Michel Berger
17. 1978 : Viens je t'emmène, paroles et musique de Michel Berger
18. 1979 : Besoin d'amour, paroles de Luc Plamondon et musique de Michel Berger, extrait de l’opéra-rock Starmania
19. 1980 : Il jouait du piano debout, paroles et musique de Michel Berger
20. 1980 : Donner pour donner, paroles de Michel Berger et Bernie Taupin, musique de Michel Berger, en duo avec Elton John
21. 1981 : Tout pour la musique, paroles et musique de Michel Berger
22. 1981 : Résiste, paroles et musique de Michel Berger
23. 1981 : Diego libre dans sa tête, paroles et musique de Michel Berger et reprise par Johnny Hallyday en 1990
24. 1984 : Débranche, paroles et musique de Michel Berger
25. 1984 : Hong-Kong Star, paroles et musique de Michel Berger
26. 1985 : Calypso, paroles et musique de Michel Berger
27. 1985 : Cézanne peint, paroles et musique de Michel Berger
28. 1987 : Babacar, paroles et musique de Michel Berger
29. 1987 : Ella, elle l'a, paroles et musique de Michel Berger
30. 1988 : Évidemment, paroles et musique de Michel Berger
31. 1989 : La Chanson d'Azima (Quand le désert avance), paroles et musique de Michel Berger
32. 1992 : Laissez passer les rêves, paroles et musique de Michel Berger, en duo avec Michel Berger
33. 1992 : Superficiel et léger, paroles et musique de Michel Berger, en duo avec Michel Berger
34. 1996 : Plus haut (2e version), paroles et musique de Michel Berger
35. 2004 : La seule chose qui compte, inédit enregistré en 1987, paroles et musique de Michel Berger

## Télévision
- 1965 à 1966 : Marie-Mathématique, bande dessinée animée de Jean-Claude Forest et Jacques Ansan — Le rire de Marie-Mathématique est celui de France Gall tandis que Serge Gainsbourg chante, sur une musique de sa composition, des textes écrits par André Ruellan — 6 épisodes de 5 minutes, noir et blanc — Série diffusée dans le cadre de l’émission Dim, Dam, Dom de Daisy de Galard, 2e chaîne ORTF
- 1966 : Viva Morandi avec Gianni Morandi et Christine Lebail, rôle de « La Grâce » — Téléfilm musical, durée 60 min, noir et blanc — 1re chaîne ORTF
- 1967 : Le Lapin de Noël — Conte écrit par Roland Topor pour Dim, Dam, Dom — Production de Daisy de Galard — Réalisation de Georges Dumoulin, rôle de l’agent de la circulation — Couleur, durée 25 min, — 2e chaîne ORTF
- 1968 : Gallantly ou Le Bateau fantôme du lac Léman, France Gall avec la participation d'Henri Dès (l'homme en costume sudiste) et de Frédéric Botton (Napoléon) — Téléfilm musical, durée 33 min, couleur — Réalisation de Pierre Matteuzzi — Production de la Télévision suisse romande, diffusée le 20 avril 1968 sur la TSR.
- 1974 : Notre correspondant à Madras — Téléfilm avec Sacha Pitoëff, rôle de la secrétaire — Couleur, durée 25 min — Diffusion le 10 mars sur la troisième chaîne
- 1976 : Émilie ou la Petite Sirène 76 (Numéro Un Michel Berger) — Conte musical de Michel Berger et Frank Lipsik — Réalisation de Marion Sarraut, rôle d'Émilie — Couleur, durée 56 min — Diffusion le 22 mai sur TF1 — Parution du DVD INA / Éditions LCJ en 2005, réédition en 2007.
- 1978 : Numéro Un France Gall — Réalisation de Marion Sarraut — Durée 68 min — Diffusion le 11 mars sur TF1
- 1982 : Tout pour la musique (France Gall au Palais des Sports) — Émission réalisée par Mathias Ledoux — Durée 58 min — Diffusion le 3 octobre sur Antenne 2
- 1984 : Formule 1 / France Gall — Émission réalisée par André Flédérick et produite par Maritie et Gilbert Carpentier — Durée environ 70 min — Diffusion le 6 avril sur TF1
- 1987 : Grand Public / France Gall — Émission présentée par Patrick Sabatier — Durée environ 70 min — Diffusion le 10 avril sur TF1
- 1993 : Taratata no 15 / France Gall — Émission présentée par Nagui et réalisée par Gérard Pullicino — Durée 70 min — Diffusion le 10 avril sur France 2
- 1993 : Fréquenstar — Émission présentée par Laurent Boyer — Diffusion le 25 avril sur M6
- 1994 : Taratata no 39 / France Gall — Émission présentée par Nagui et réalisée par Gérard Pullicino — Durée 70 min — Diffusion le 12 février sur France 2
- 1996 : Taratata no 146 / France Gall — Émission présentée par Alexandra Kazan et réalisée par Gérard Pullicino — Durée 70 min — Diffusion le 5 novembre sur France 2
- 1997 : Concert acoustique — Réalisation de Stéphane Rybojad — Durée 83 min — Diffusion le 26 avril sur M6
- 2001 : France Gall par France Gall — Autoportrait réalisé par Éric Guéret entretien conduit par Didier Varrod — Durée 105 min — Diffusion le 9 octobre sur France 3
- 2002 : Michel Berger par France Gall — Portrait réalisé par Philippe Gautier — Durée 115 min — Diffusion le 30 décembre sur TF1
- 2007 : Tous… pour la musique — Émission de variétés-fiction (diffusée en hommage à Michel Berger disparu il y a 15 ans) — Réalisée par François Hanss et animée par France Gall — Durée 110 min — Diffusion le 21 novembre 2007 sur France 2
- 2008 : Cœur de femmes, de la rue à la vie (Collection La Vie comme un roman) — Documentaire réalisé par Véronique Bonnet-Nora — Durée 52 min — Diffusion le 14 mars 2008 sur France 3
- 2008 : Johnny Hallyday : ça n'finira jamais…  — Émission de variétés-fiction — Réalisée par François Hanss et animée par Johnny Hallyday — Durée 140 min — Diffusion le 13 décembre 2008 sur France 2
- 2009 : Starmania, une histoire pas comme les autres — Anniversaire des 30 ans de la création de l’opéra-rock Starmania à la scène — Émission réalisée par François Hanss et animée par France Gall — Diffusion le 24 avril 2009 sur France 2
- 2010 : Quatre idoles dans le vent ou comment, dans les années 1960, quatre chanteuses d'à peine 20 ans, France Gall, Françoise Hardy, Sheila et Sylvie Vartan, donnèrent de nouveaux codes à une génération de jeunes français — Documentaire de Mireille Dumas réalisé par Alain Chaufour et Anne Sédès — Avec la participation de Jean-Marie Périer — Diffusion le 12 juillet 2010 sur France 3
- 2010 : Vu du ciel — Les Héros de la nature : Sénégal, les nouveaux sanctuaires — Documentaire de Yann Arthus-Bertrand réalisé par Thierry Machado et Anastasia Mikova — Diffusion le 8 septembre 2010 sur France 3
- 2015 : C'est votre vie ! « France Gall », émission présentée par Stéphane Bern et réalisée par Gérard Pullicino — Durée 130 min — Diffusion le 26 septembre 2015 sur France 2
- 2016 : France Gall et Michel Berger : Toi, sinon personne, documentaire écrit et commenté par Franck Ferrand, réalisé par Olivier Amiot et Antoine Coursat — Durée 120 min — Diffusion le 30 mai 2016 sur France 3

## Vidéographie
- 1978 : Live au Théâtre des Champs-Élysées, Super 8
- 1986 : France Gall au Zénith, VHS — Réédition en 1989
- 1988 : Le Tour de France 88, VHS, Laserdisc
- 1988 : Portrait en tournée, VHS
- 1994 : Bercy 93, VHS — Réédition en 2006 en 1 DVD Région 2, 90 min (Warner Vision France) — Mise en scène France Gall et Hervé Lebeau — Direction musicale de France Gall — Décors de Jean Haas — Avec la participation des rappeurs de l'association « Droit de cité » — Réalisation vidéo de Gérard Pullicino — Paroles et musique de Michel Berger, liste des titres :
1. Laissez passer les rêves — 2. Bats-toi — 3. Le Paradis blanc — 4. Cézanne peint — 5. Les Élans du cœur — 6. Évidemment — 7. Débranche — 8. La Déclaration d'amour — 9. Si, maman si — 10. C'est difficile d'être un homme aussi — 11. J'ai besoin de vous — 12. Il jouait du piano debout — 13. La Minute de silence — 14. La Chanson de la négresse blonde — 15. Mademoiselle Chang — 16. Ella, elle l'a — 17. Jamais partir
- 1997 : Concert public Olympia, VHS
- 2004 : Évidemment, 5 clips DVD toutes régions, inclus dans une édition spéciale double CD + 1 DVD — Liste des titres : 1. Débranche réalisé par Jeep Novak (1984) — 2. Ella, elle l'a réalisé par Bernard Schmitt (1987) — 3. Évidemment réalisé par Michel Berger (1988) — 4. Laissez passer les rêves, en duo avec Michel Berger, réalisé par Philippe Gautier (1992) — 5. Résiste réalisé par Philippe Gautier (1997)
- 2005 : Émilie ou la Petite Sirène 76, édition du conte musical original télévisé de Michel Berger et Franck Lipsik diffusé en 1976, 1 DVD région 2, INA / Éditions LCJ (rééditions mai 2007, novembre 2007)

## Reprises
- Vers 1965-1966, la chanteuse Barbara reprend Nous ne sommes pas des anges, titre seulement édité en 2012 sur la compilation double CD Barbara Best of (Mercury-Universal) ;
- En 1982, le groupe The Honeymoon Killers reprend Laisse tomber les filles sur son premier et unique album ;
- En 1995, la chanteuse April March reprend Cet air-là et Laisse tomber les filles en version française et anglaise (Chick Habit) sur son album Chick Habit ;
- En 1996, le groupe Heavenly reprend Nous ne sommes pas des anges sur son album Operation Heavenly (label Wiiija) ;
- En 1998, Lio reprend Les Sucettes sur l'album Ils chantent Gainsbourg (Editions Atlas, collection en kiosques)
- En 2006, Lio reprend Attends ou va-t'en sur son album Dites au prince charmant ;
- En 2007, lors de leur tournée, le groupe Arcade Fire reprend Poupée de cire, poupée de son ;
- En 2008, la chanteuse Kate Ryan reprend la chanson Ella, elle l'a, puis en 2009 Babacar ;
- En 2012, le chanteur canadien The Weeknd reprend Laisse tomber les filles sur son titre Montréal figurant dans son premier album Trilogy ;
- En 2012, le groupe de heavy metal symphonique suédois Therion reprend Poupée de cire, poupée de son, Polichinelle et Les Sucettes dans son album de reprises de chansons populaires françaises intitulé Les Fleurs du Mal ;
- En 2013, la chanteuse Jenifer reprend sur son album Ma déclaration quelques-uns de ses plus grands succès. France Gall s'élève contre cet album qu'elle ne cautionne pas[94]. France Gall s'est aussi élevée contre l'usage que TF1 exploite de son répertoire dans une soirée « hommage » qu'elle qualifie de « cheap et ratée » et pour laquelle elle n'est pas présente[95] ;
- En 2013, le groupe Tropical Family décide de reprendre Il jouait du piano debout[96] ;
- En 2013, Alka Balbir, dans son album , écrit et composé par Benjamin Biolay, reprend le titre Les Gens bien élevés interprété par France Gall en 1969[97] ;
- En 2016, le groupe suédois Therion reprend Nous ne sommes pas des anges sur l'EP L'Épave, tirage limité à 1 000 exemplaires (label Alduruna).
- En 2016, Mick Harvey, adaptateur - en anglais - de très nombreuses chansons de Gainsbourg, reprend sur son album Intoxicated Women : Les Sucettes (All Day Suckers), Poupée de cire, poupée de son (Puppet of Wax, Puppet of Song) (voix: Xanthe Waite) et Dents de lait, Dents de loup (Baby Teeth, Wolfy Teeth) (voix Solomon Schroeder)
- En 2018, le groupe américain No Small Children (ca) reprend Laisse tomber les filles, téléchargement MP3.
- En 2020, la troupe Art Music crée la comédie-concert « Re-branche-toi ! », Tribute Michel Berger / France Gall, en tournée régionale.
- En 2020, Suzane reprend Laisse tomber les filles pour son album Toï Toï.